# Église de la Conception de Bastia
 (février 2020).
Si vous disposez d'ouvrages ou d'articles de référence ou si vous connaissez des sites web de qualité traitant du thème abordé ici, merci de compléter l'article en donnant les références utiles à sa vérifiabilité et en les liant à la section « Notes et références ».
L'oratoire de l'Immaculée-Conception, en corse A Cuncezziò est un édifice religieux qui se trouve à Bastia, rue Napoléon dans le quartier de Terra Vechja, tout près de la place du Marché. Il a été classé monument historique en 2000. Elle est connue pour la richesse de ses décors baroques et c'est une des églises les plus richement décorées de Bastia : peintres, sculpteurs, stucateurs, doreurs, marbriers, ébénistes, orfèvres et tapissiers y ont laissé leur empreinte.

## Historique

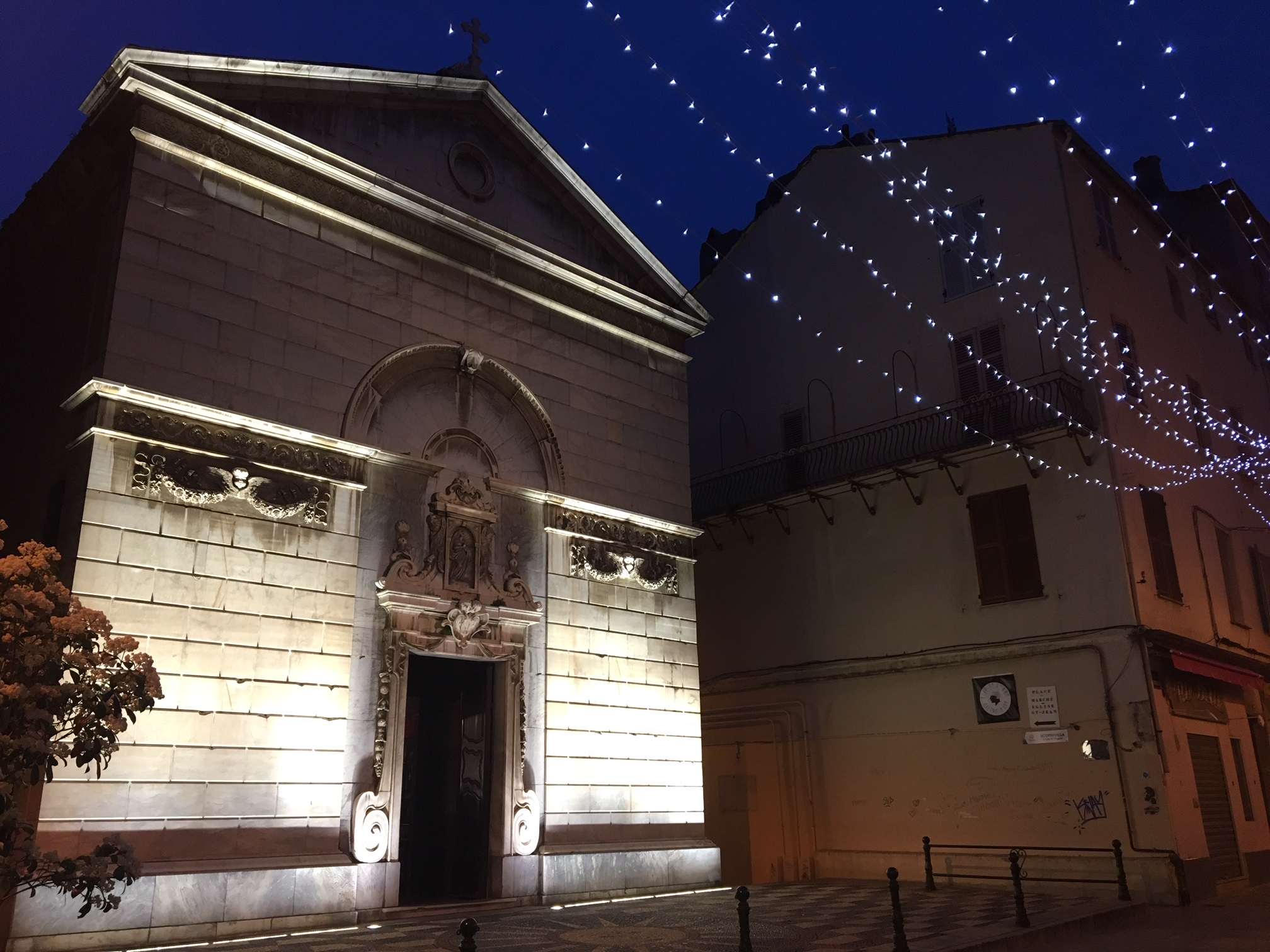
L'oratoire de A Cuncezziò, rue Napoléon à Bastia

La confrérie de l'Immaculée Conception a été fondée en 1588. L'édifice qui lui sert de chapelle a été achevé en 1609.
De 1636 à 1666 l'Immaculée-Conception a fait office d'église paroissiale pour le quartier de Terra Vechja, l'église Saint-Jean-Baptiste étant en reconstruction.
Au XVIIIe siècle il a servi de salle de délibérations politiques. En 1795, il devient parlement du royaume anglo-corse. On plaça alors un trône devant l'autel pour matérialiser la présence du roi George III. Chaque passant devait le saluer quand les portes étaient ouvertes.
Il servit également d'hôpital militaire,.

## Description

### L'extérieur
La façade de l'oratoire a été remodelée. Le portail baroque a été ajouté en 1704. Les plaques de marbre de Carrare ont été posées en 1858 et 1859.

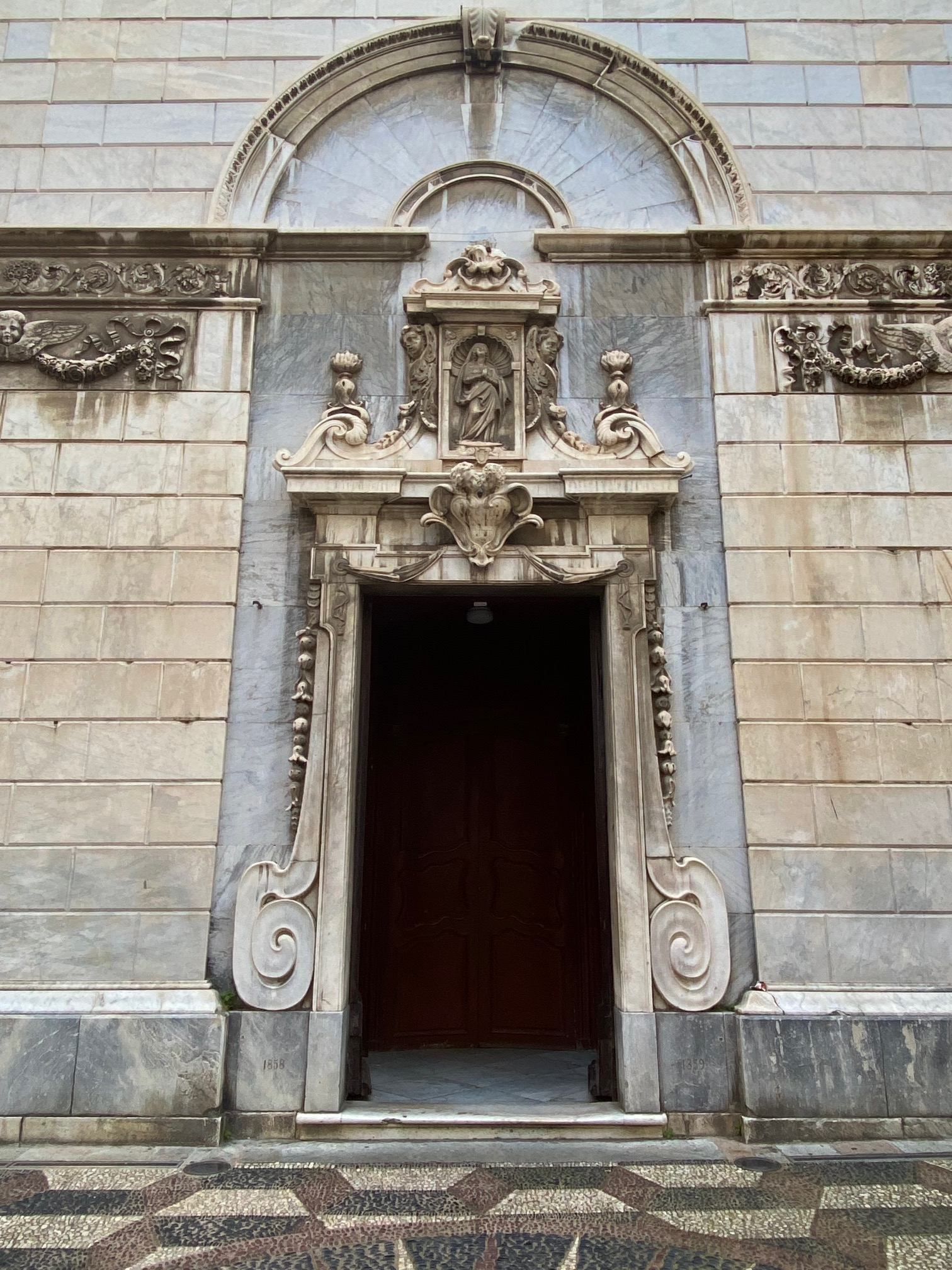
Le portail baroque

### Décors intérieurs

#### Les tapisseries
À l'intérieur, l'ornementation est fastueuse : les murs sont décorés de damas de soie. Les pilastres sont recouverts de velours de Gênes qui date de la fin du XVIe siècle. L'usage des textiles muraux dans les églises de Bastia est une tradition génoise, introduite en 1589 par le gouverneur Filippo da Passano.

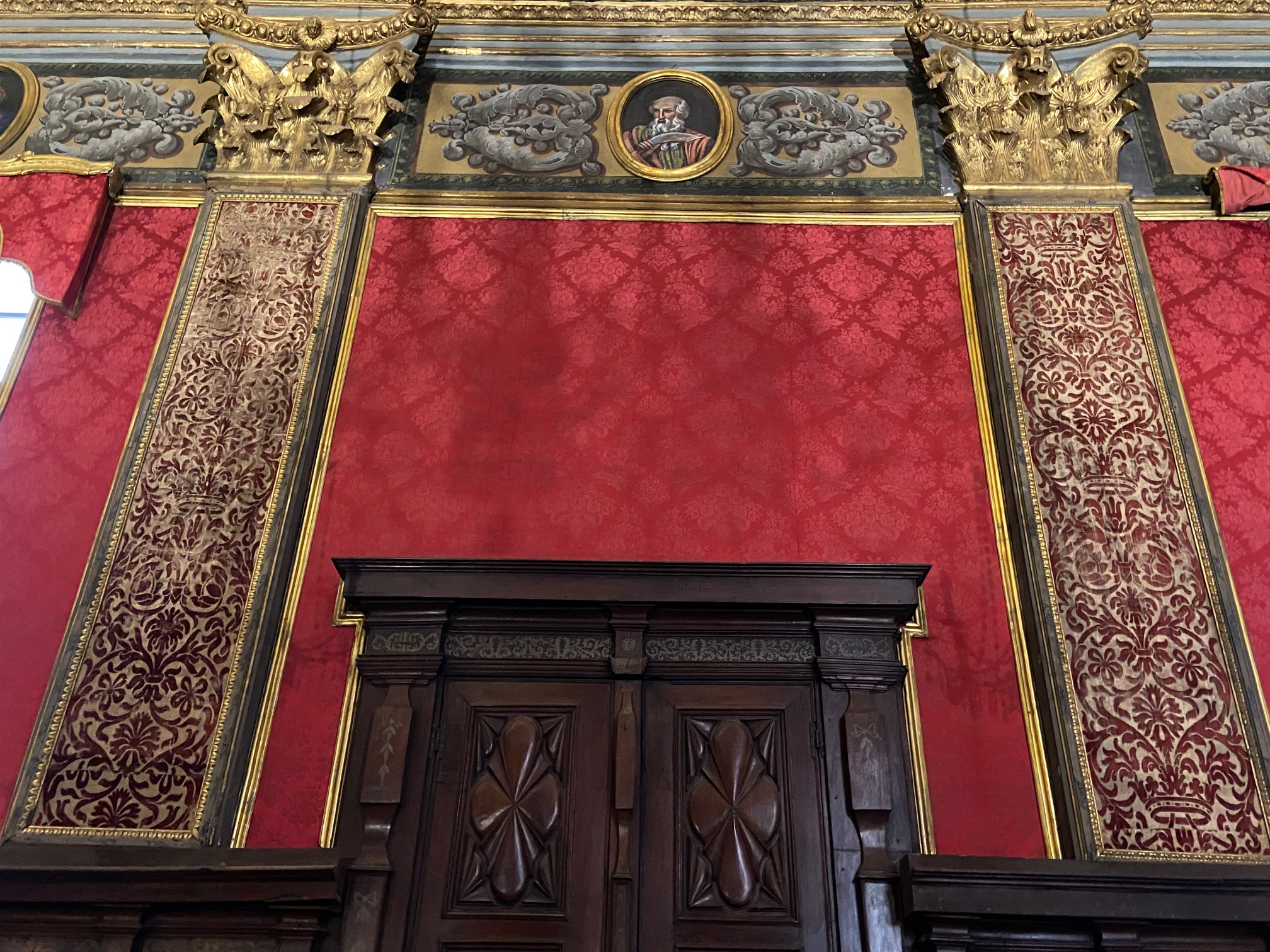
Les tapisseries

#### Les stalles
Les stalles en noyer sculpté ont été réalisés à la fin du XVIIIe siècle par plusieurs ébénistes bastiais.

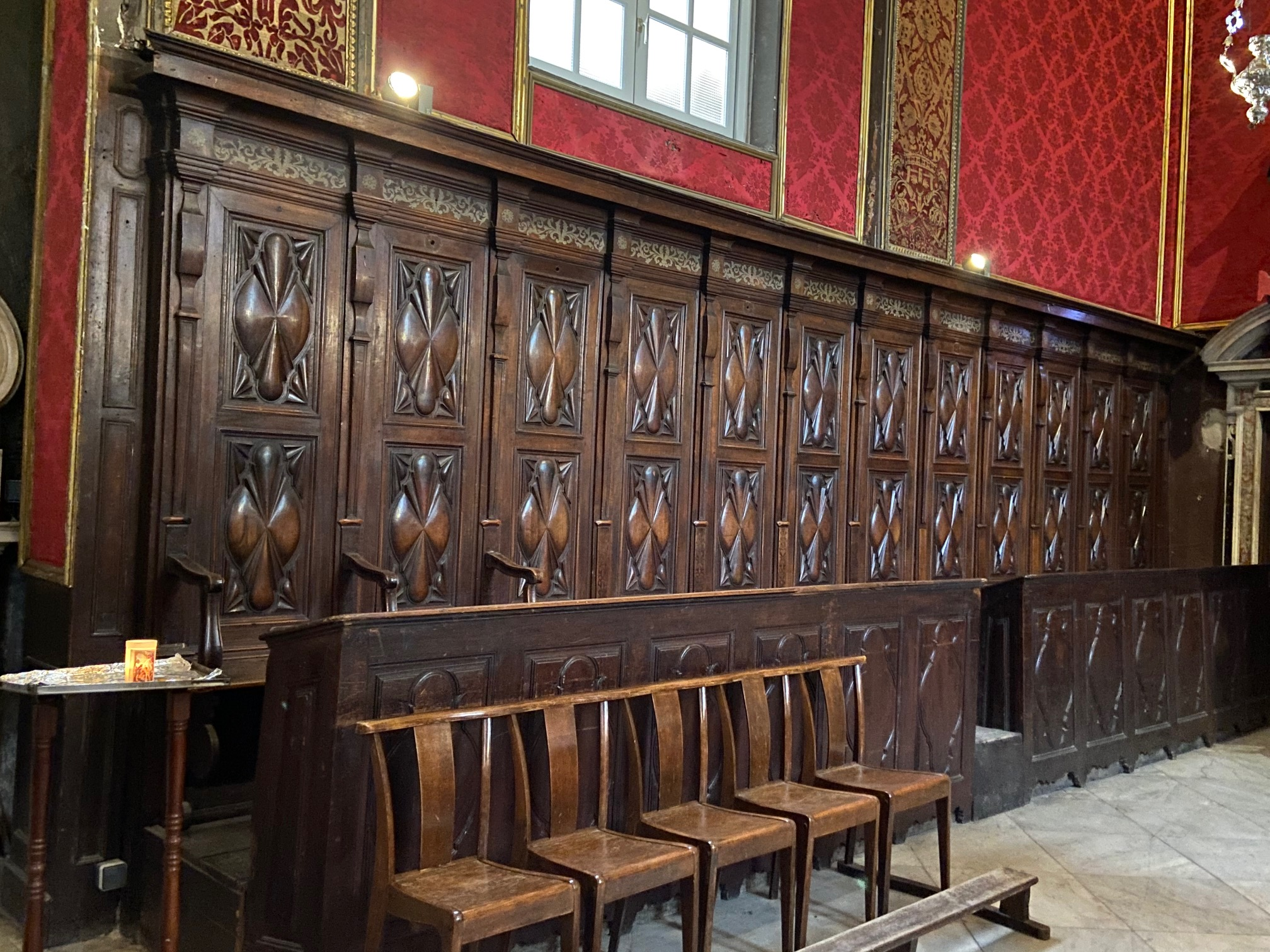
Les stalles

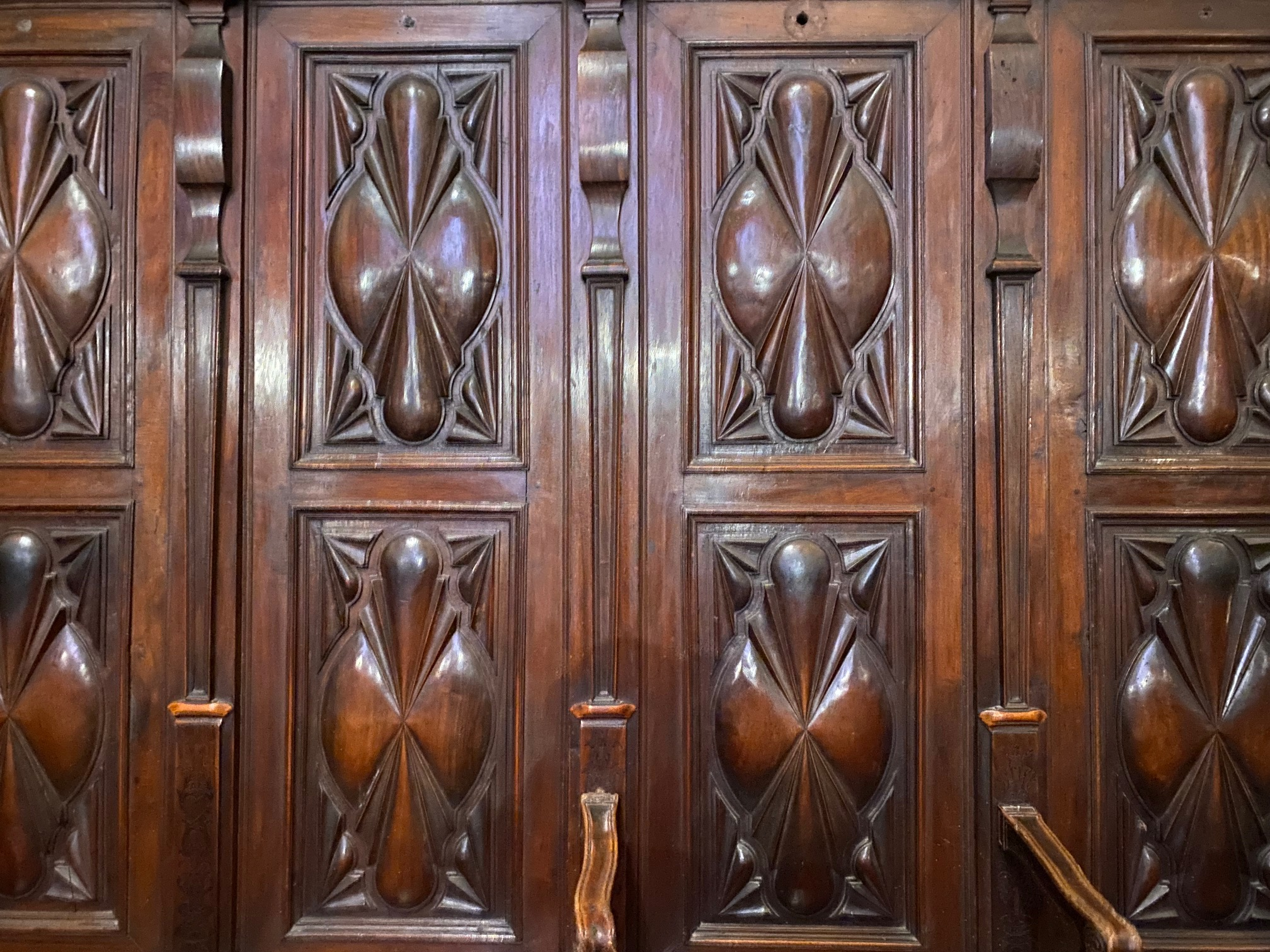
Détail des stalles

#### Le décor de stuc doré
Les stucs des chapiteaux, corniches et moulures de la voûte datent des années 1618-1619. Ils ont été dorés à la feuille au début du XIXe siècle.

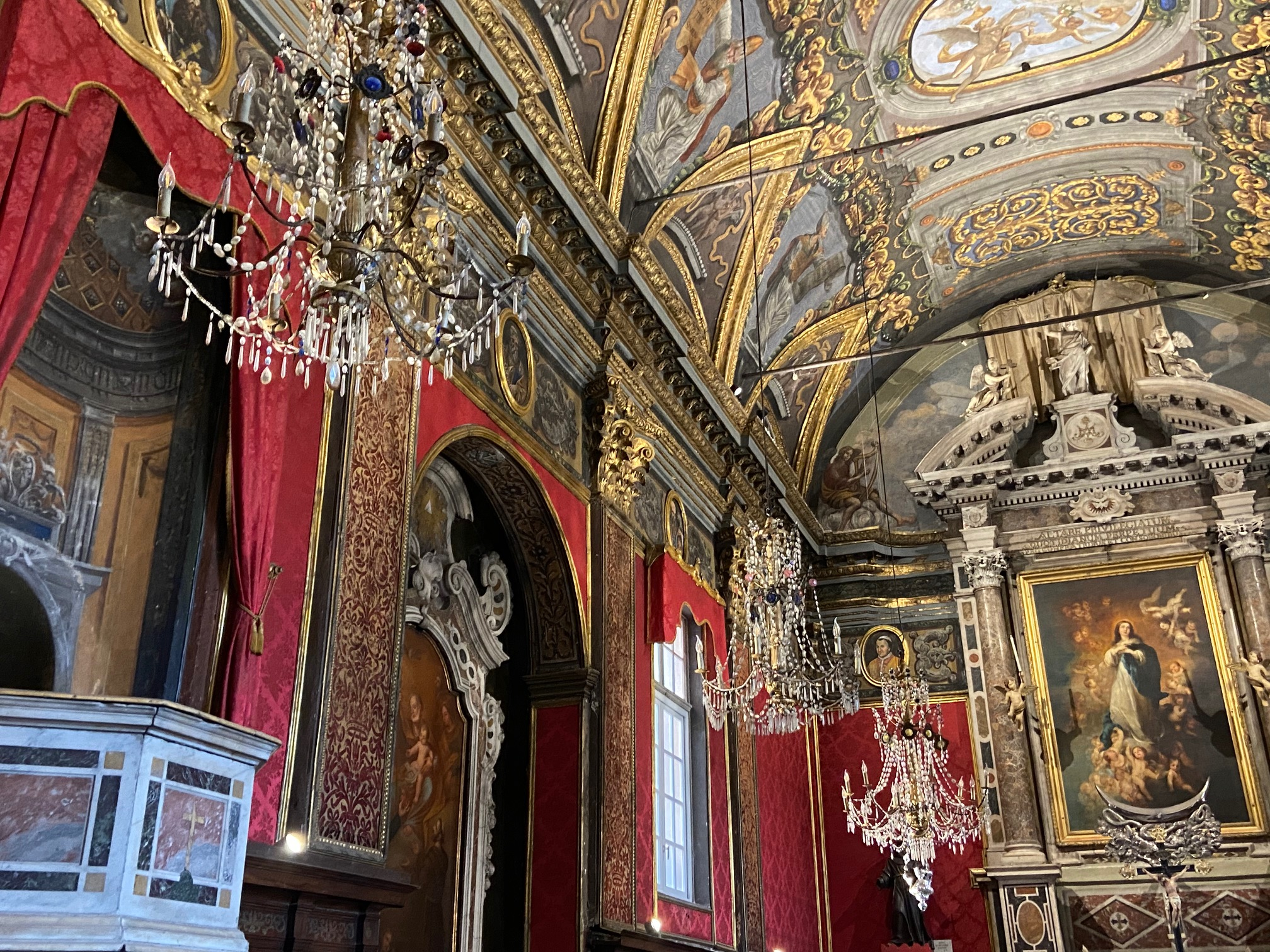
L'intérieur de l'oratoire : les stucs dorés

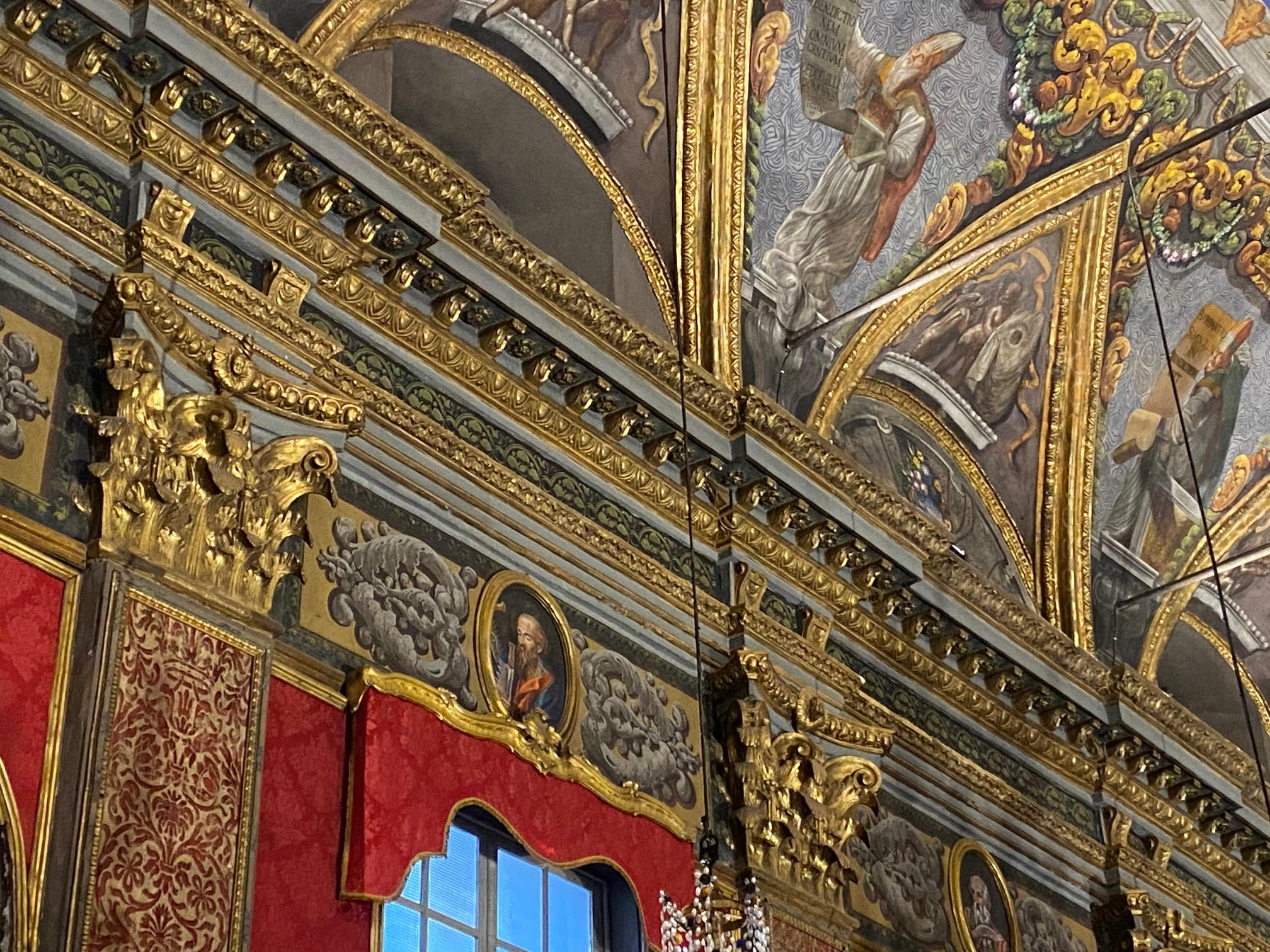

#### Les peintures de la voûte
Le décor de la voûte est considéré comme "le décor peint le plus fastueux et le plus gracieux de toutes les églises de Bastia". Sa composition soignée, la variété des coloris et les dorures font des peintures de la voûte en font une des plus remarquables de la ville. Le décor date du XVIIe siècle. Il a été complété en 1855 par une équipe de peintres italiens, dirigée par le florentin Bernardo Francesci Sieni.

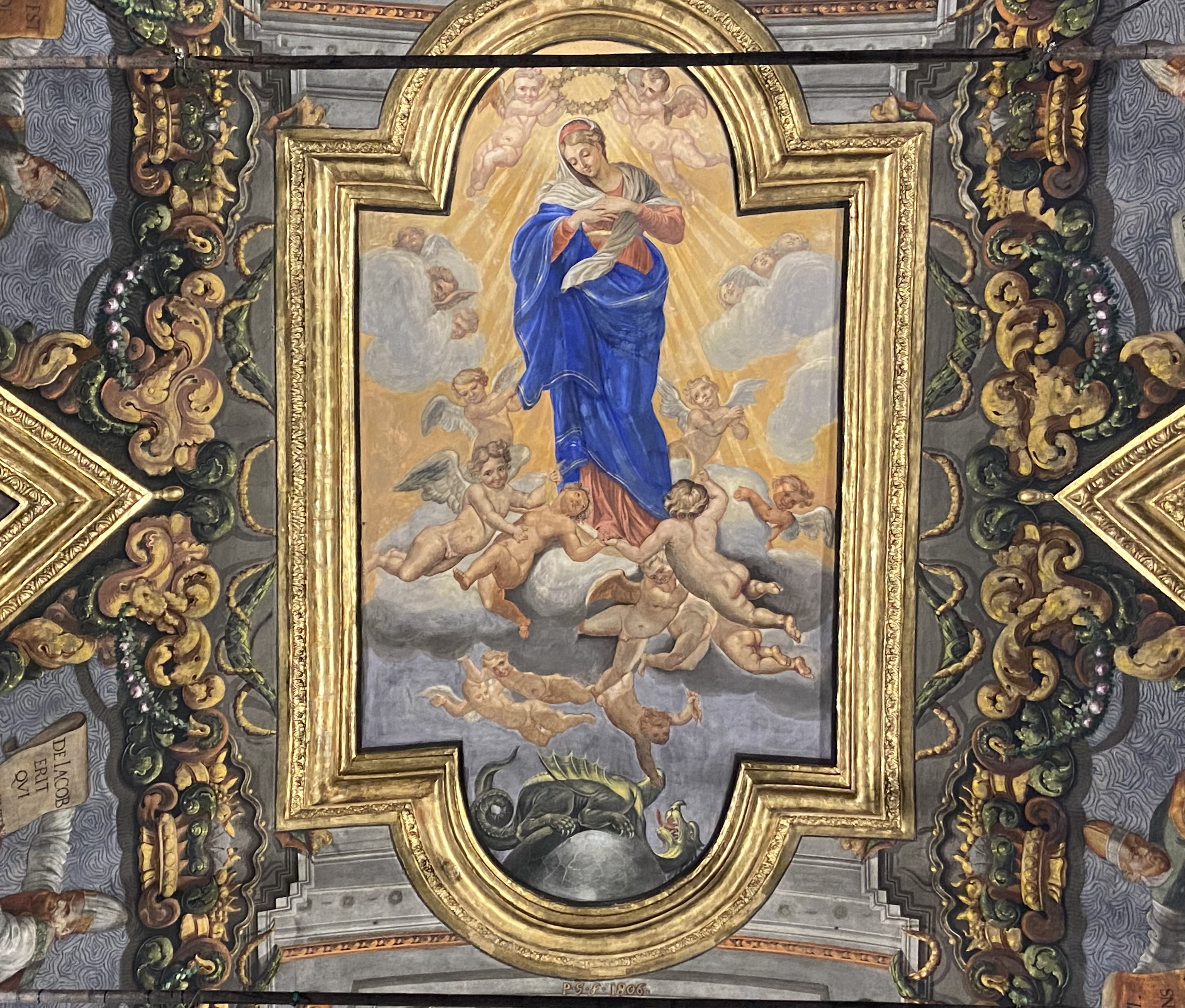
La voûte de l'oratoire de l'Immaculée Conception

#### Le retable
Le retable du maître-autel date de 1624. Les incrustations de marbre polychrome, les colonnes imposantes et les trois statues nous indiquent la grande qualité et le coût important de l’œuvre.

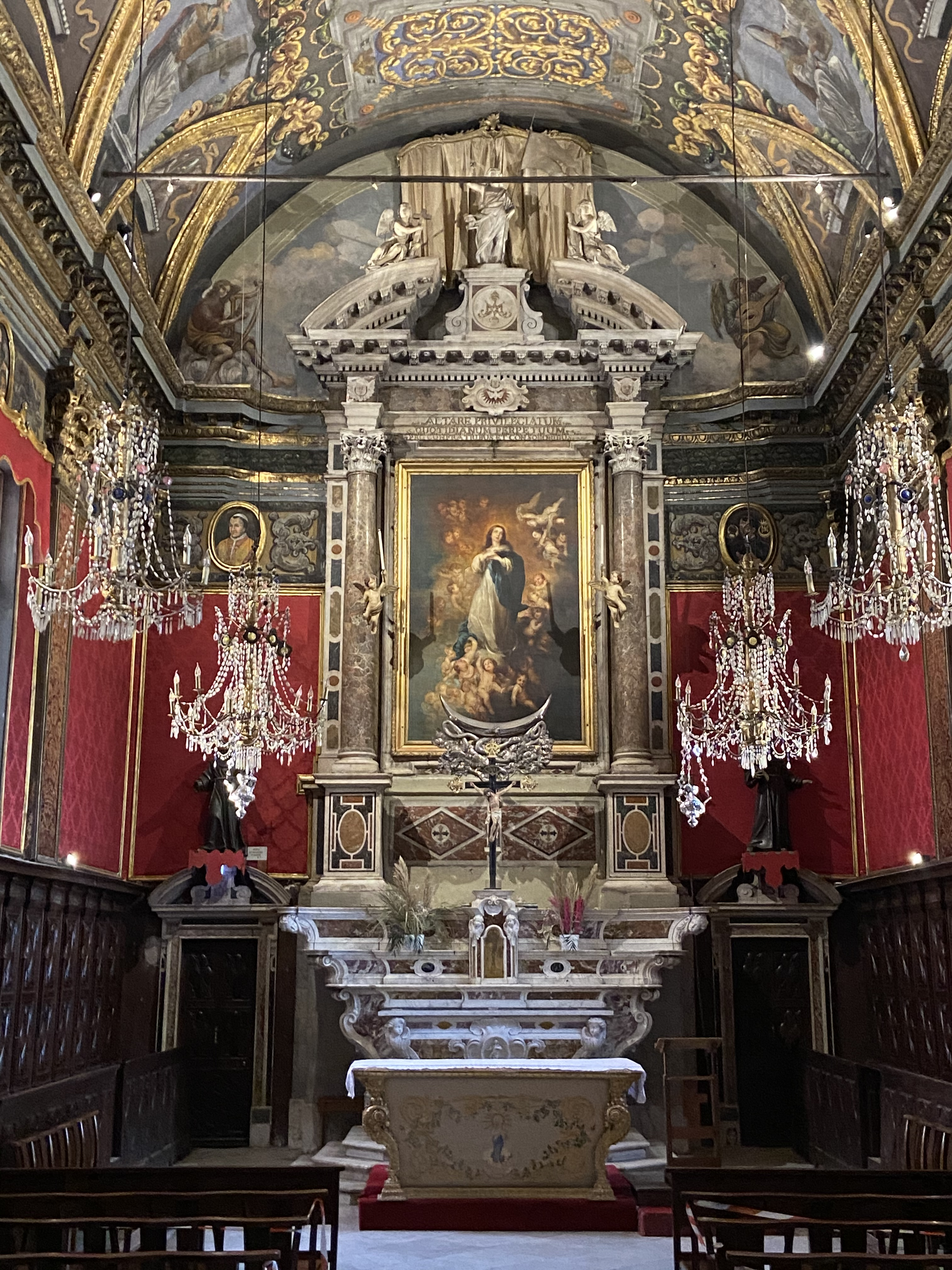
Le retable architecturé du maître-autel

#### Les lustres
Les grands lustres qui éclairent l'oratoire ont été commandés à Gênes en 1864.

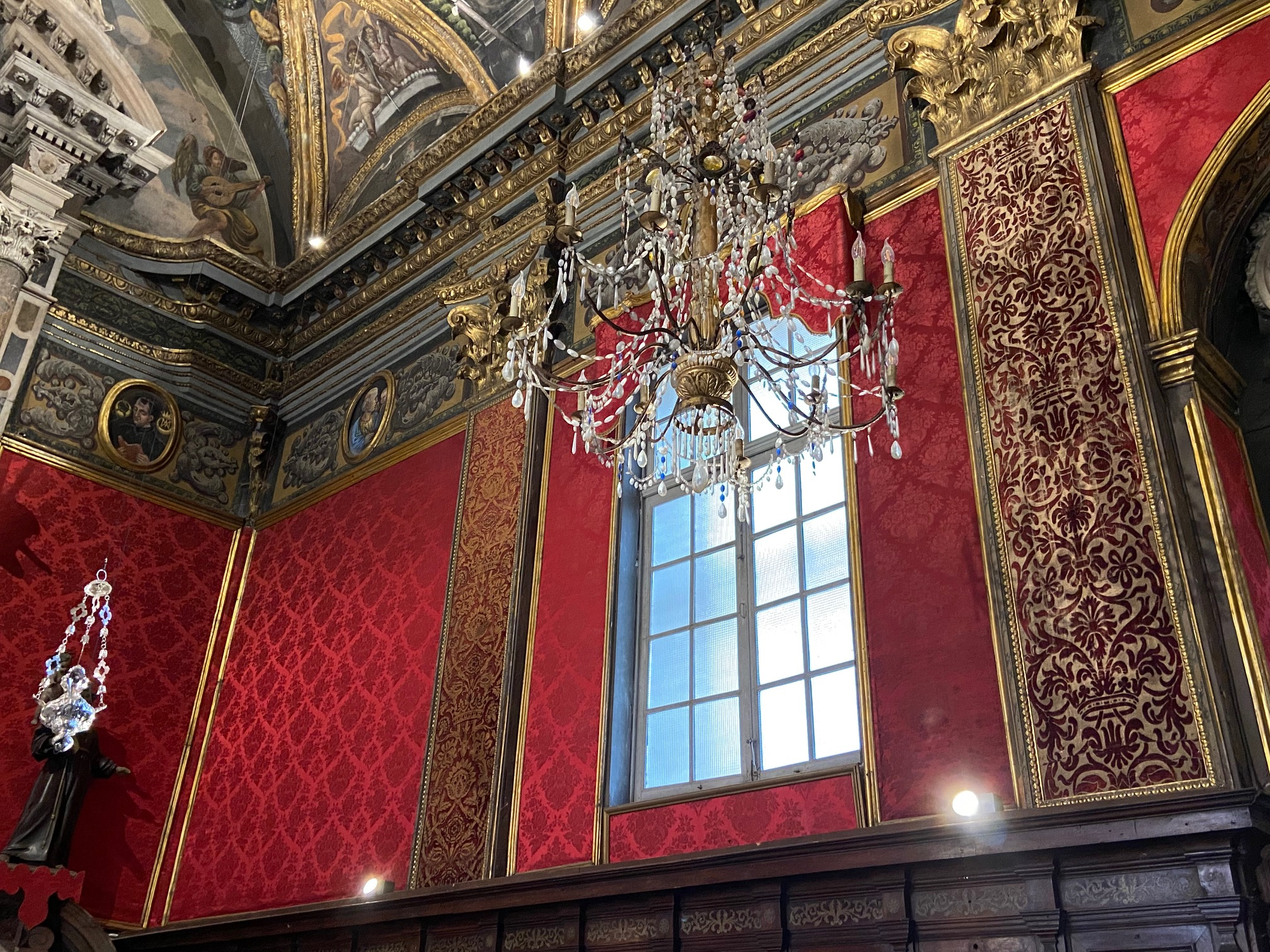
Les lustres

#### Le maître-autel
Le maître-autel fait de marbres polychromes (1763).

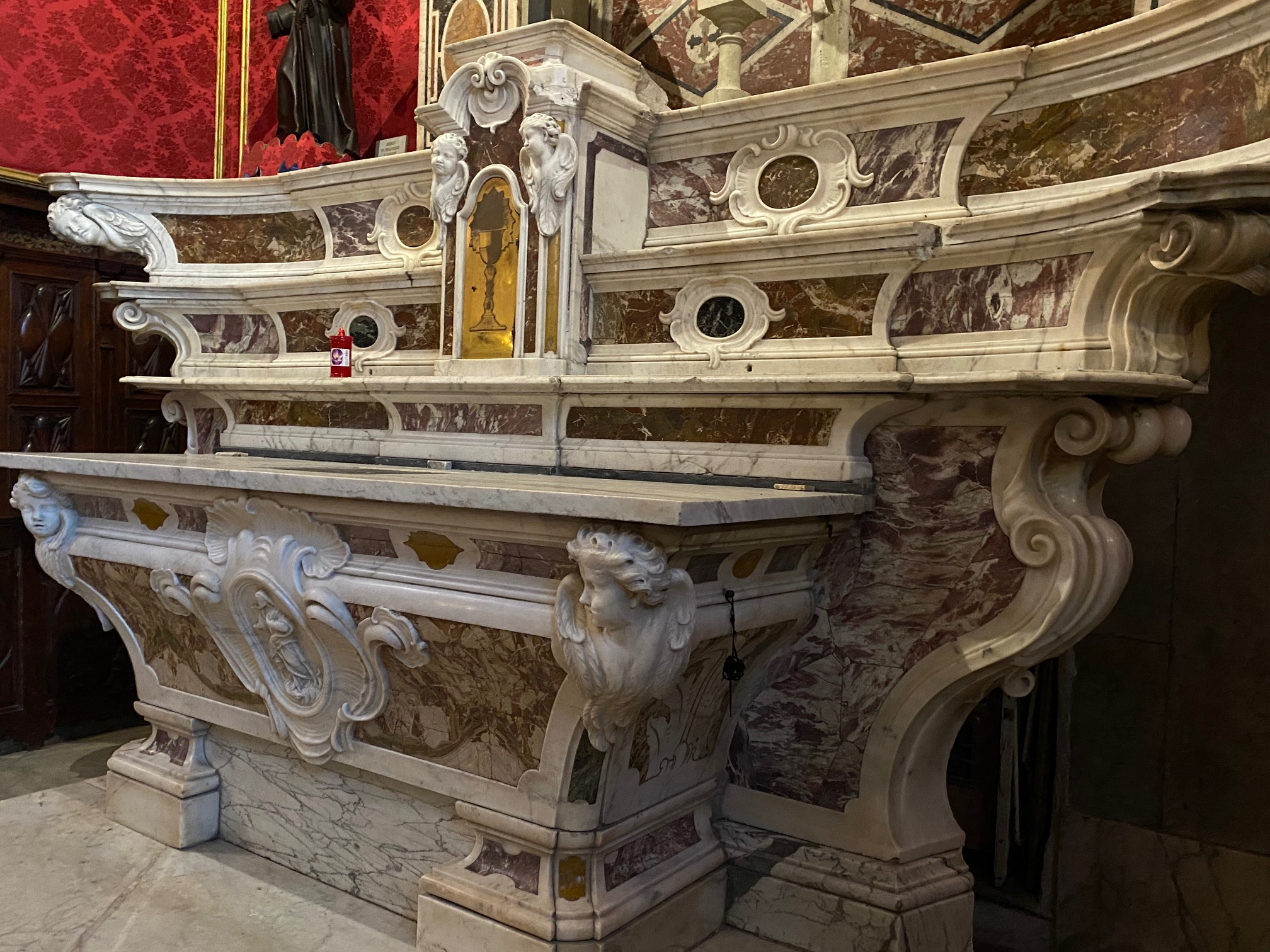
Le maître-autel

#### La demi-lune
Un chandelier d'argent en forme de demi-lune (meza luna) trône sur l'autel. Il n'était utilisé que pour certaines grandes fêtes. Il est l’œuvre du célèbre orfèvre de Sienne, Gaetano Macchi, dans les années 1856-1857. Il est en forme de croissant de lune et d'un serpent, qui sont les attributs de la Vierge de l'Immaculée Conception.

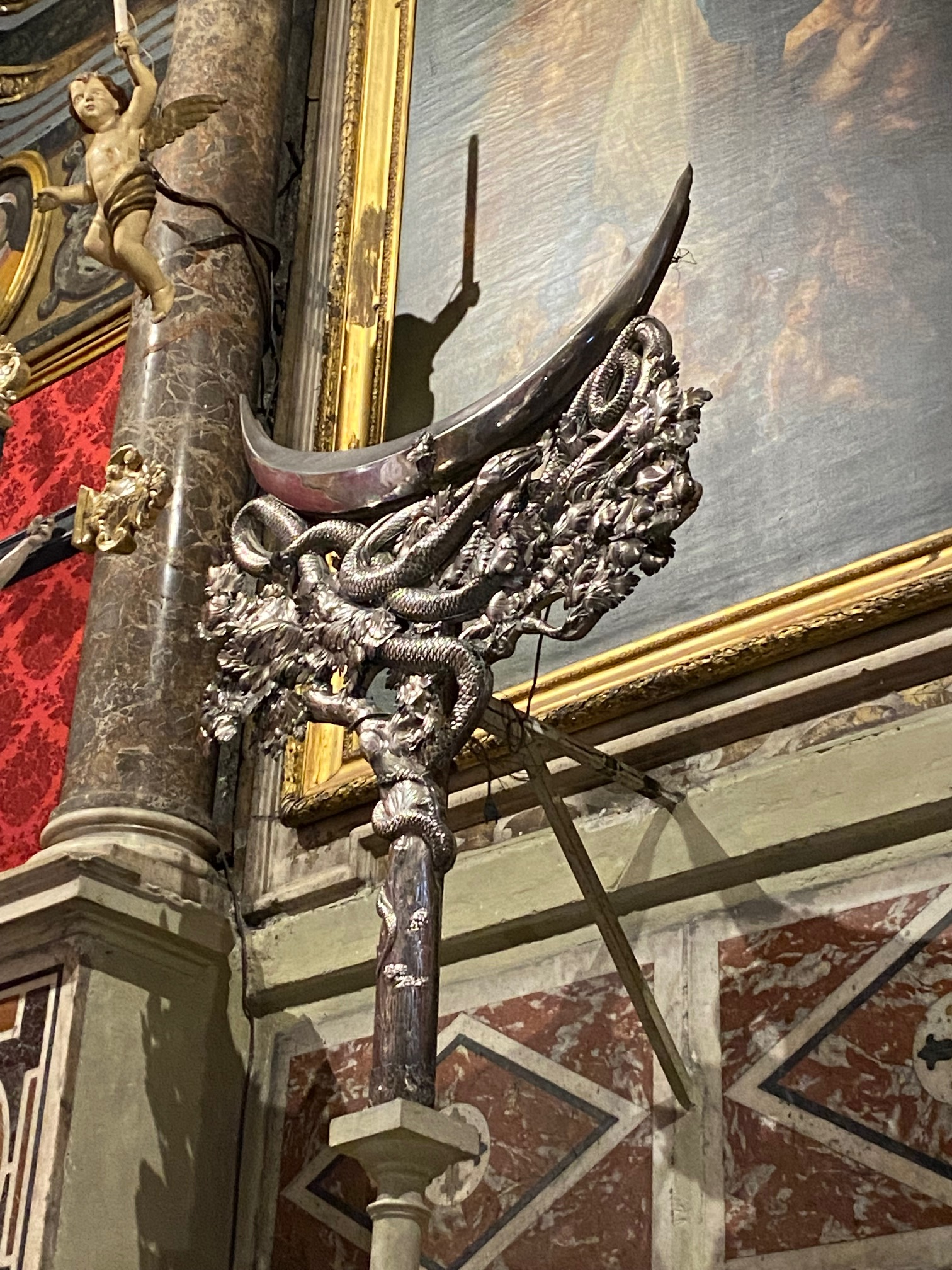
La meza luna

#### La statue de l'Immaculée Conception
L'oratoire abrite une statue de bois polychrome qui représente l'Immaculée Conception. Elle est datable du XVIIIe siècle.

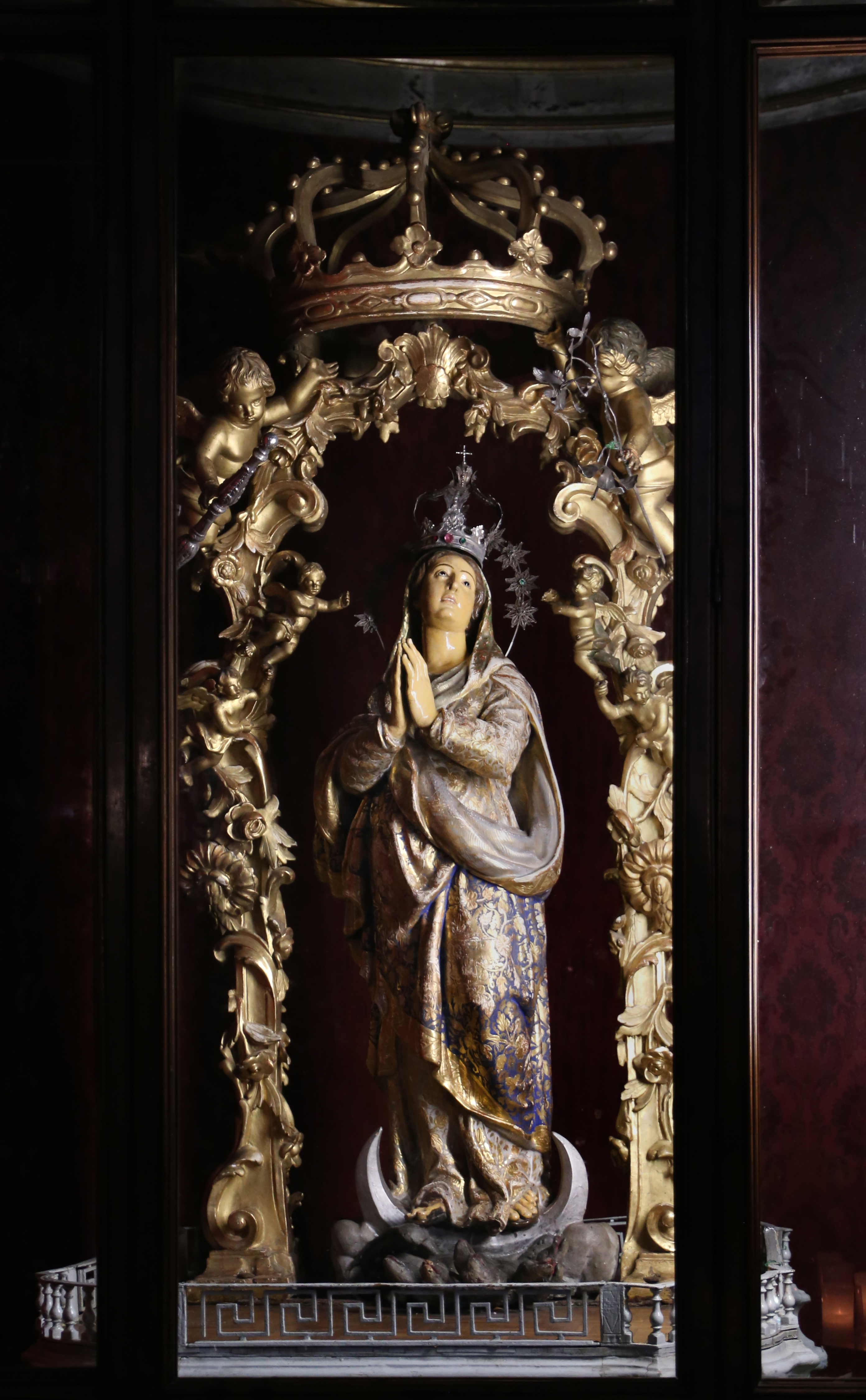
La statue processionnelle

## Le parvis
Le parvis de l'oratoire est composé d'une mosaïque de galets, selon un usage traditionnel de la région génoise.

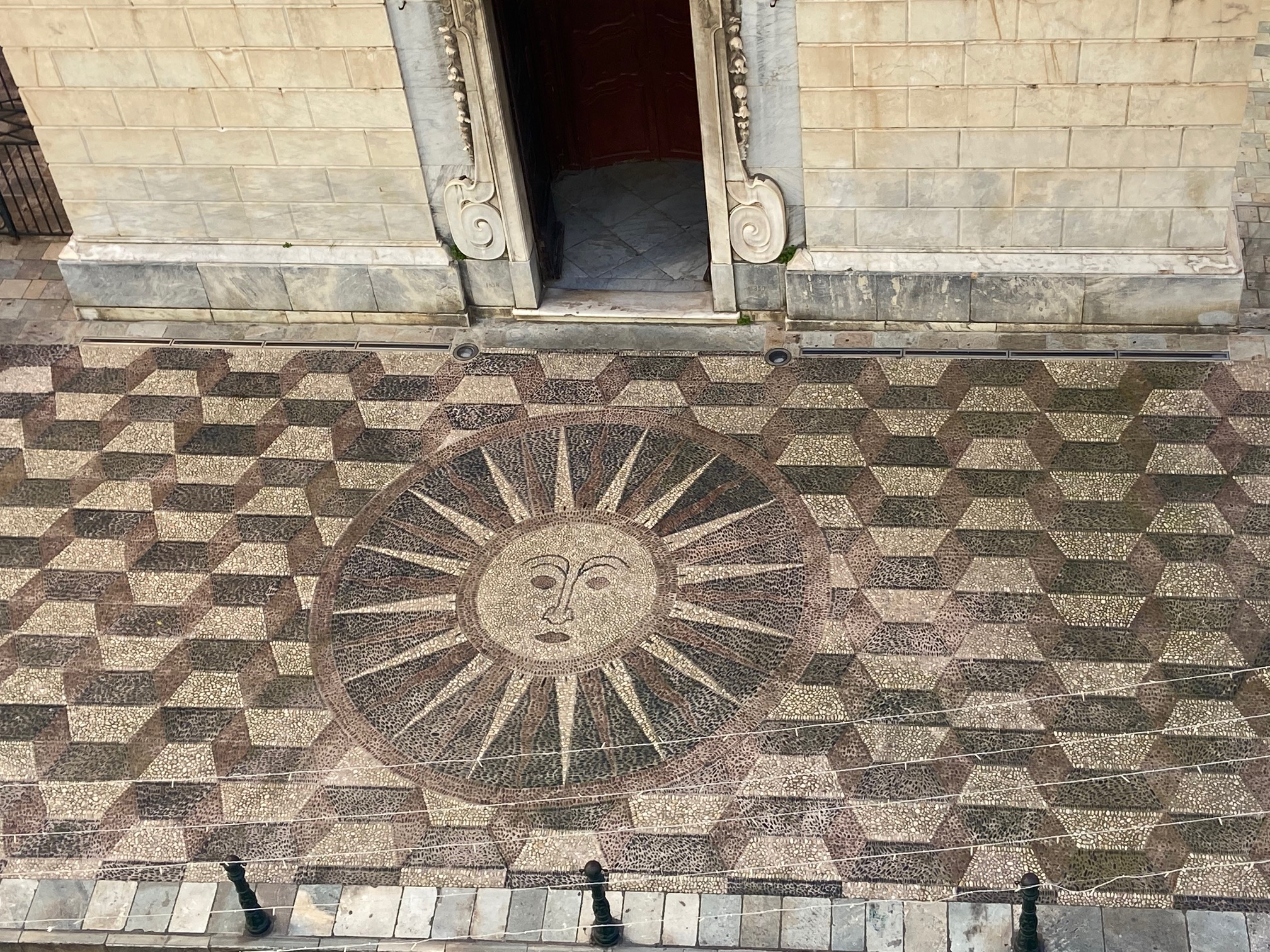
La mosaïque du parvis de A Cuncezziò

## Peinture

### Le tableau du maître-autel
L'oratoire referme un des plus vieux tableaux de Bastia. Il s'agit du Portement de croix, œuvre anonyme du début du  XVIe siècle. Le tableau rappelle une œuvre de Raphaël : Le Portement de croix (1516-1517), à Palerme.

Le tableau de l'autel fut commandé au peintre Léon Olivié. C'est une copie de l'Assomption de Murillo.

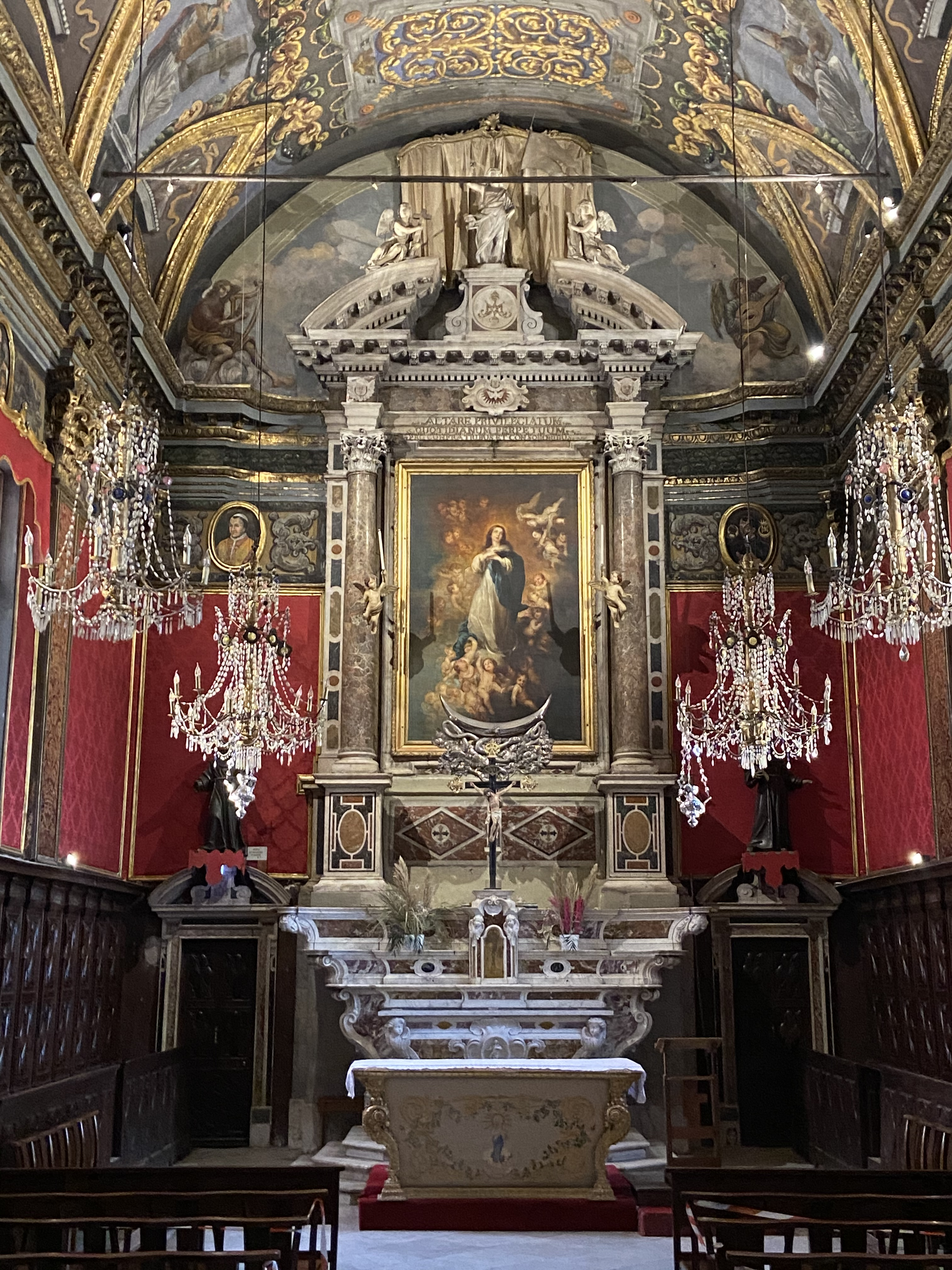
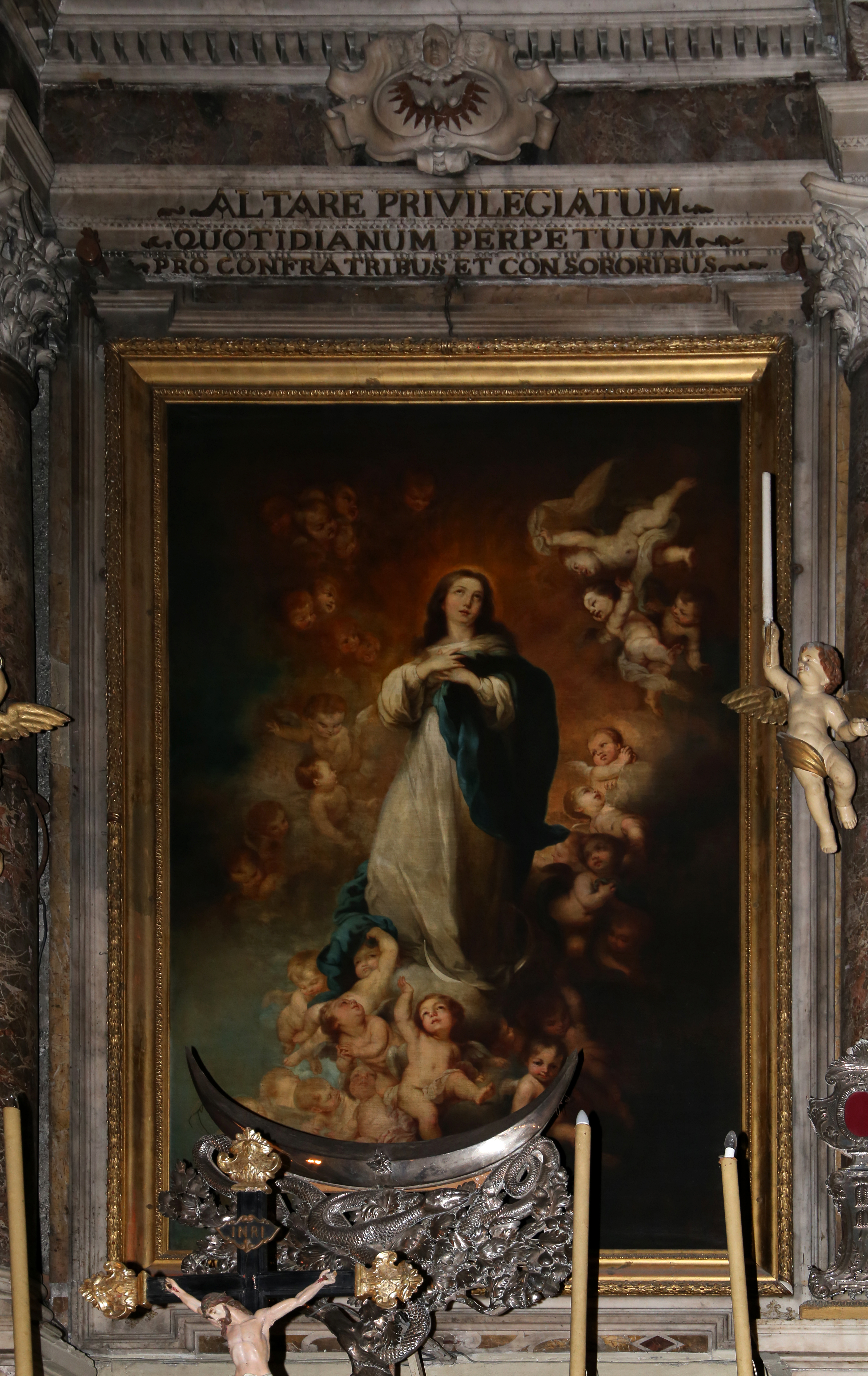

### Le portement de croix
Derrière l'autel de droite, derrière un crucifix baroque se trouve un des plus anciens tableaux de Bastia. Il s'agit du Portement de croix, datant du début du XVIe siècle. Ce tableau rappelle celui de Raphaël, Le Portement de Croix, plus connu sous le nom de Spasimo di Sicilia qui était destiné à une église de Palerme et qui se trouve actuelle au musée du Prado, à Madrid.
Ce tableau pourrait provenir d'une des anciennes églises disparues de Bastia : Saint-Nicolas, l'église du couvent Saint-François de Bastia ou de l'église du village disparu de Belgudere, détruit par les Génois au XVIe siècle.
Cette œuvre a été restaurée en 2019.

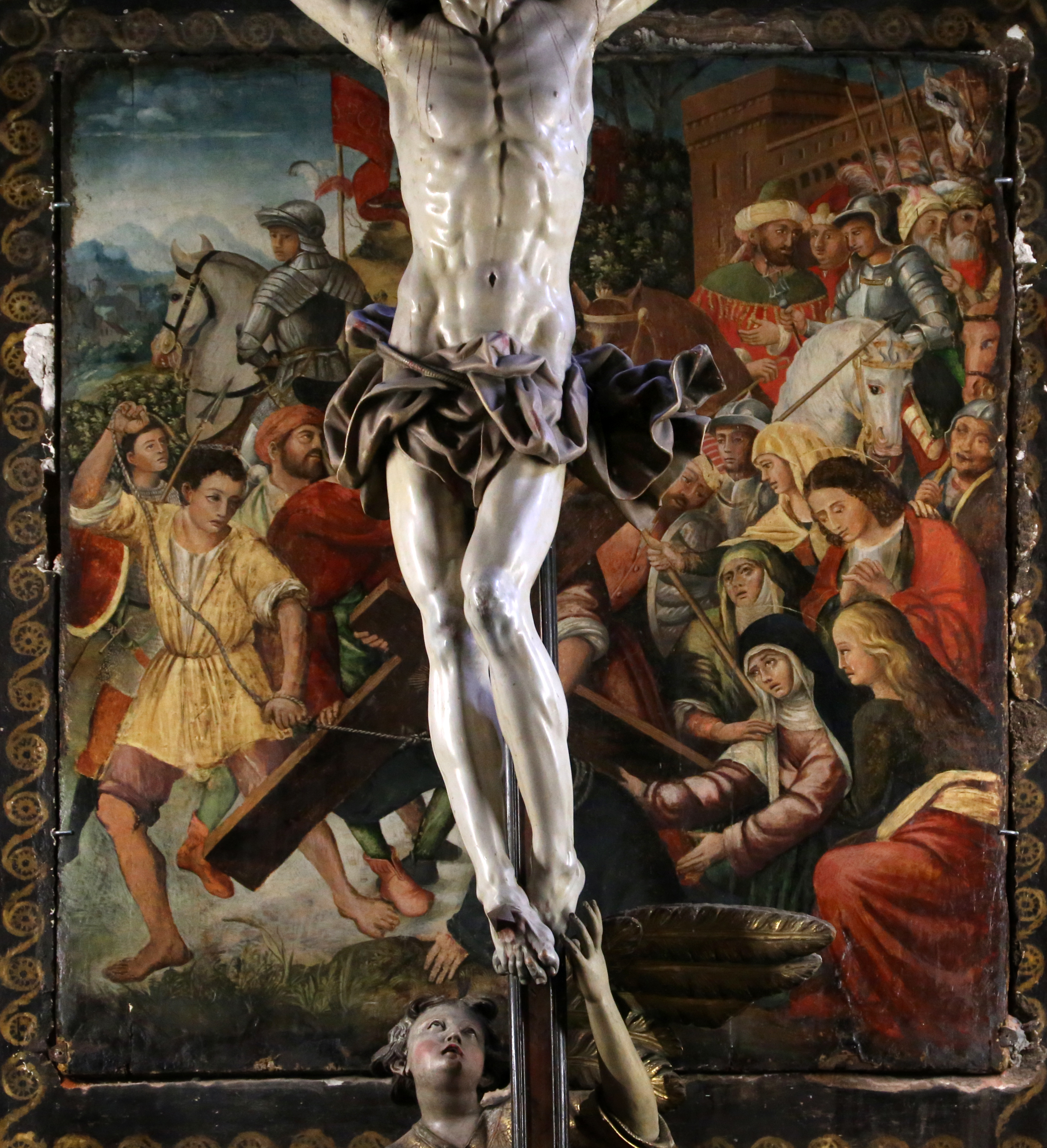
Le Portement de Croix (début du XVIe siècle)

## Galerie

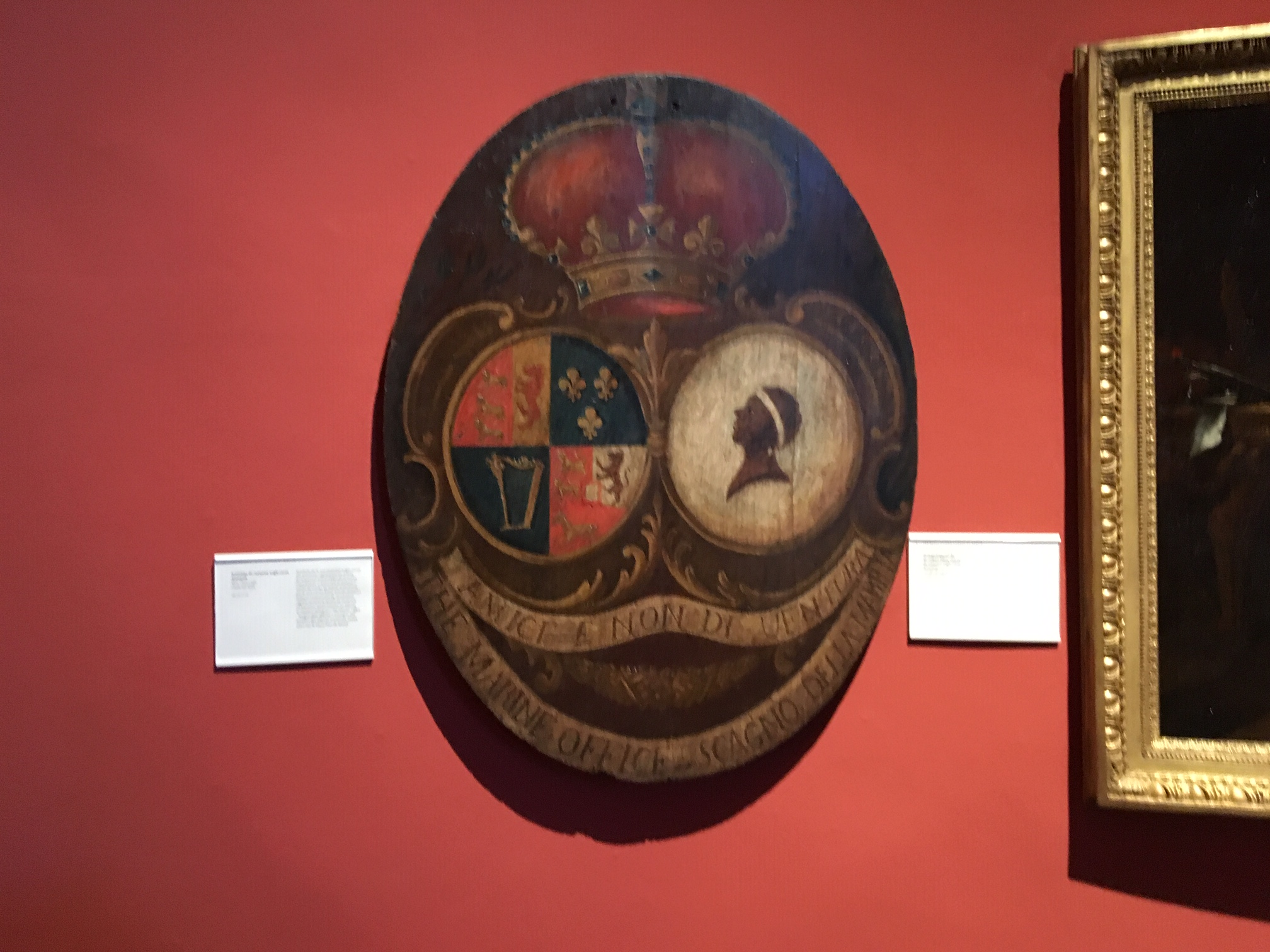
Emblème du royaume anglo-corse, Musée de Bastia
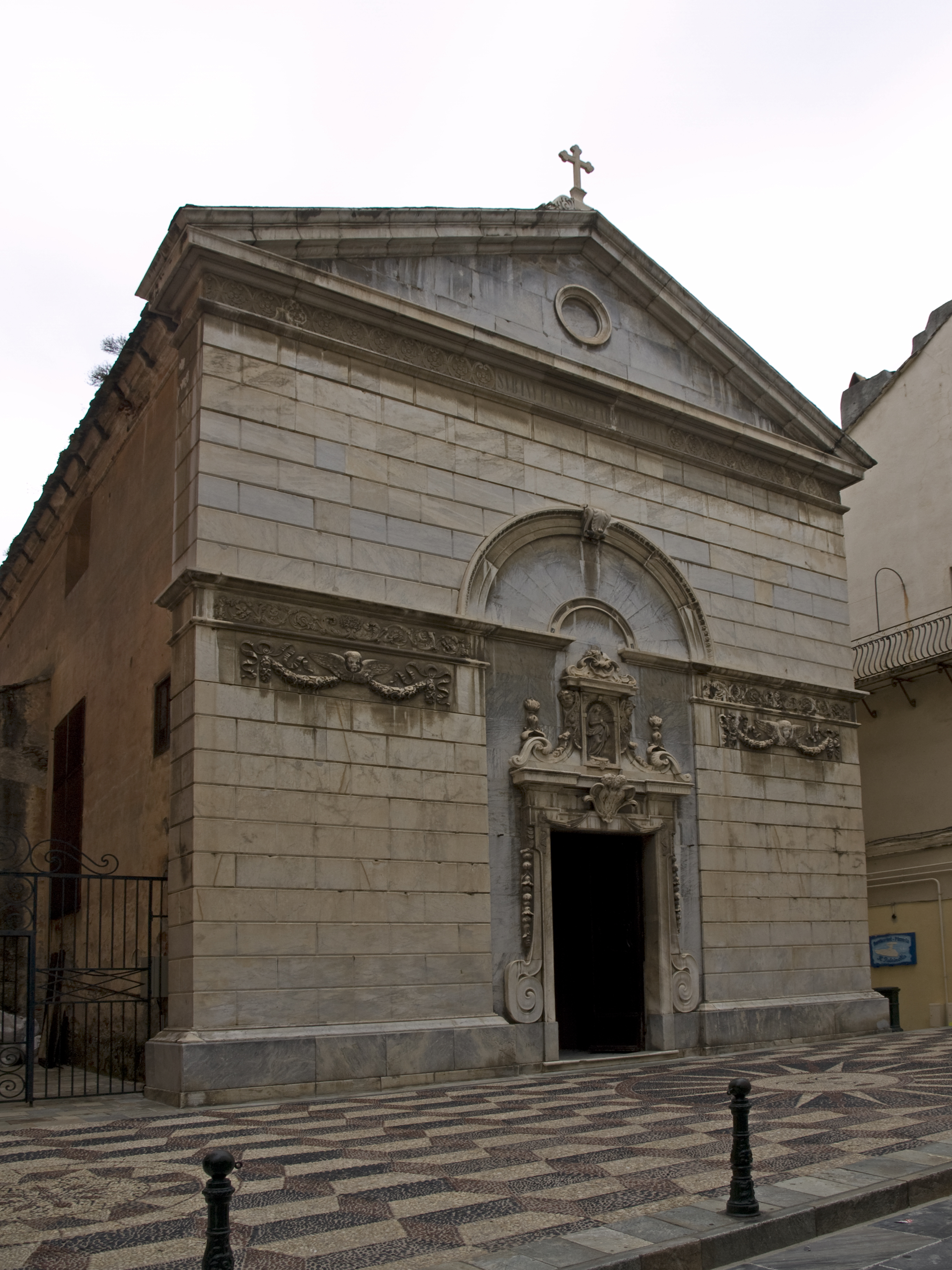
L'oratoire de l'immaculée-Conception
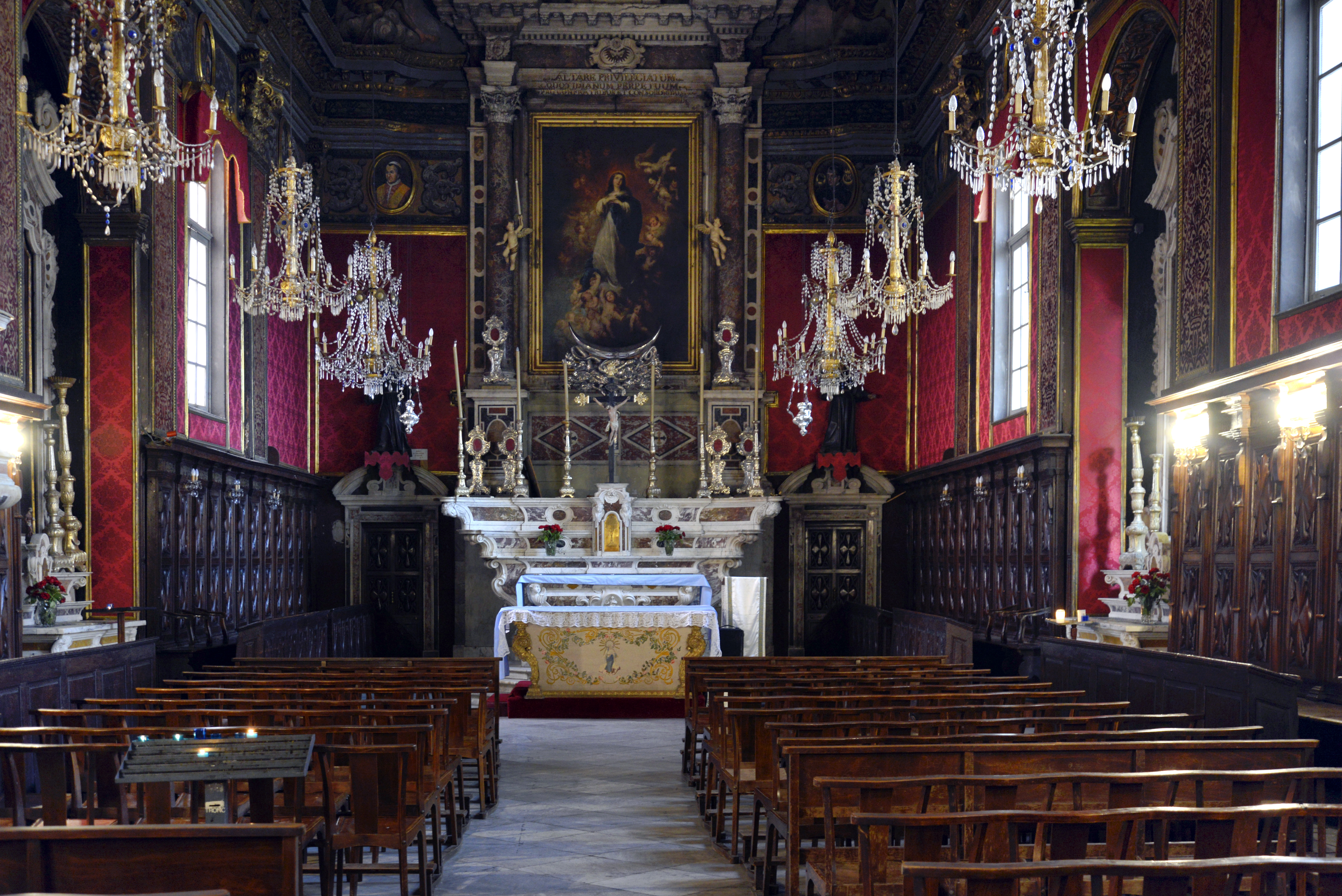
L'intérieur de l'Immaculée-Conception
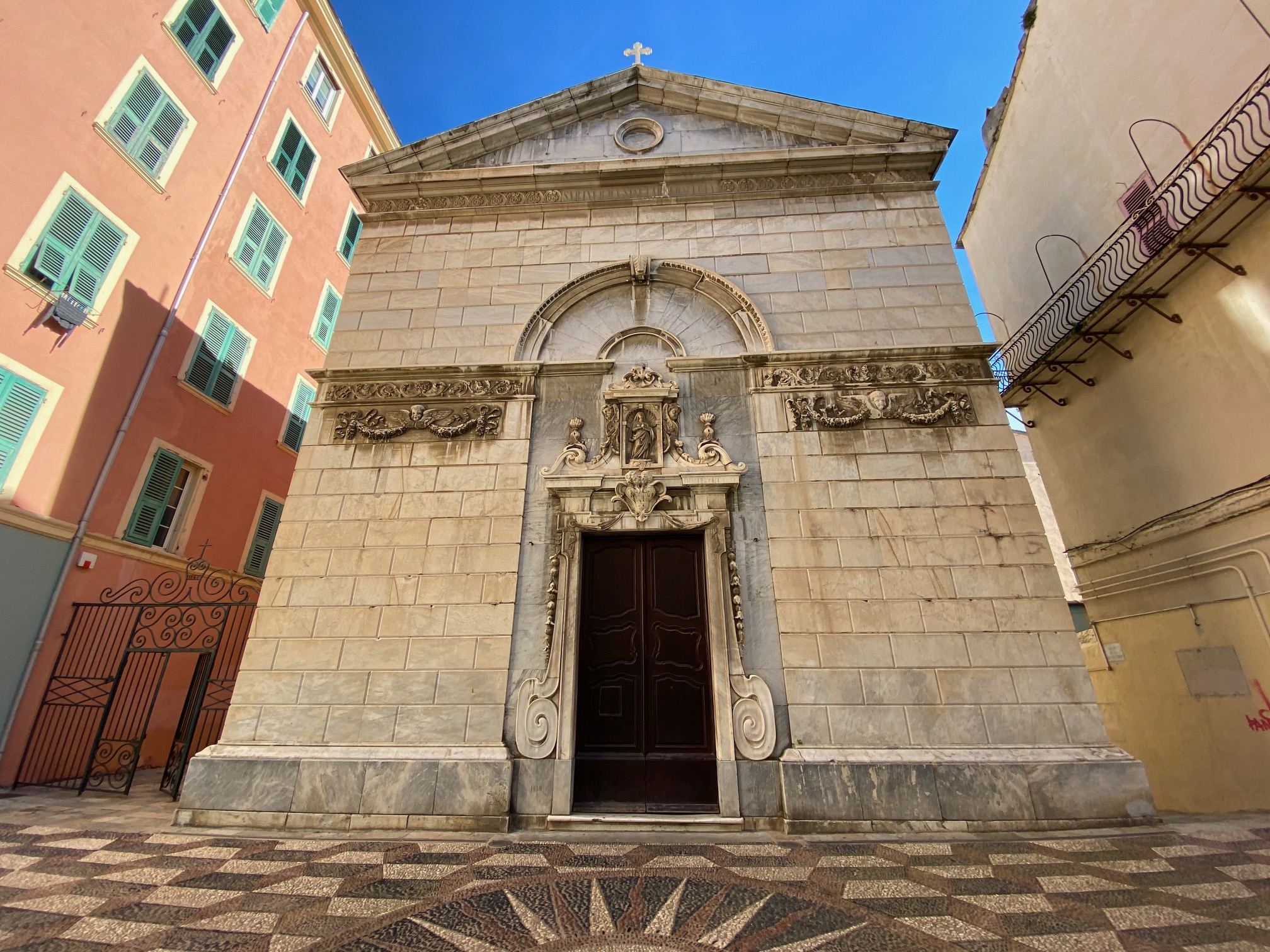
La façade principale, rue Napoléon
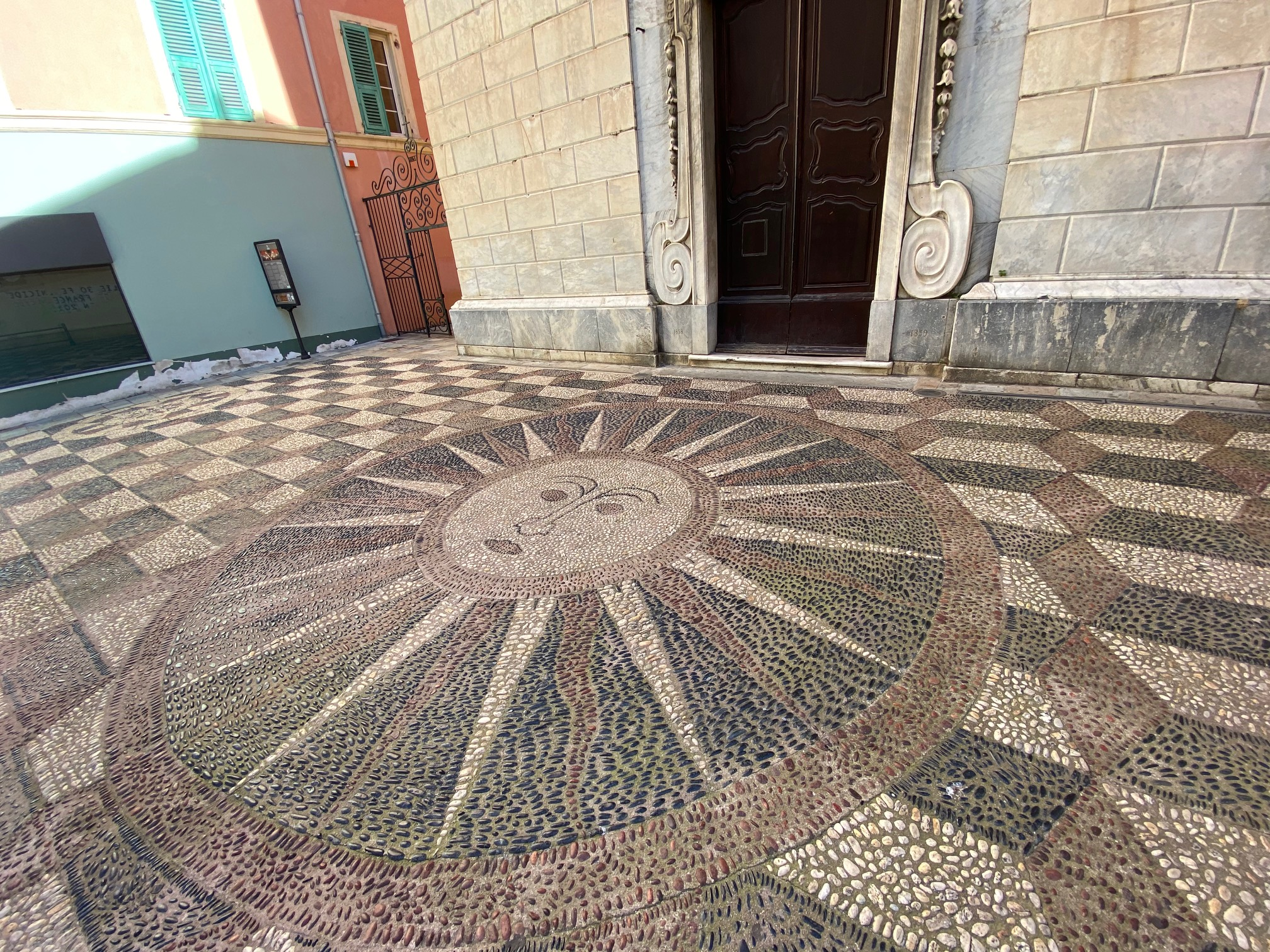
La mosaïque
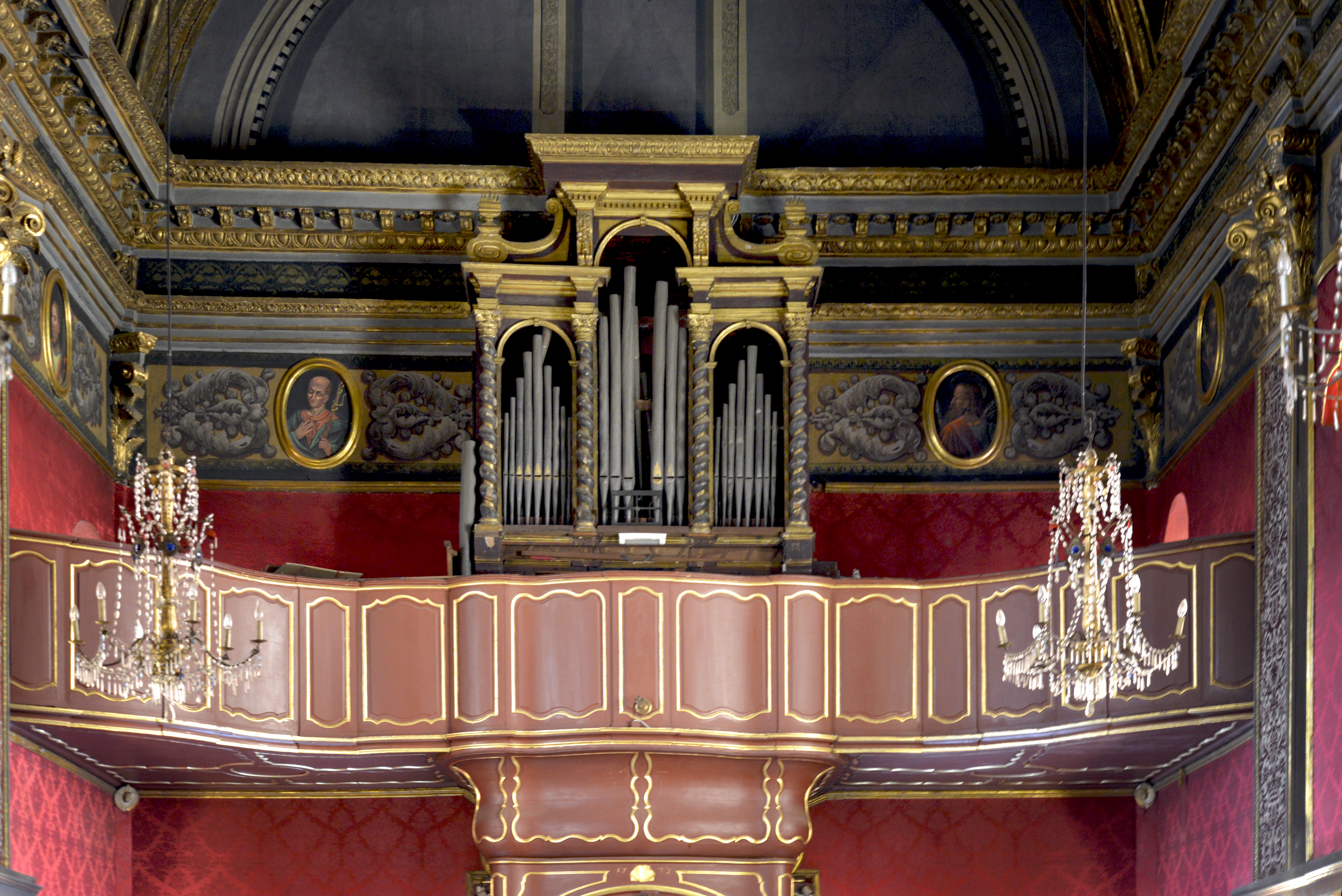
Les orgues
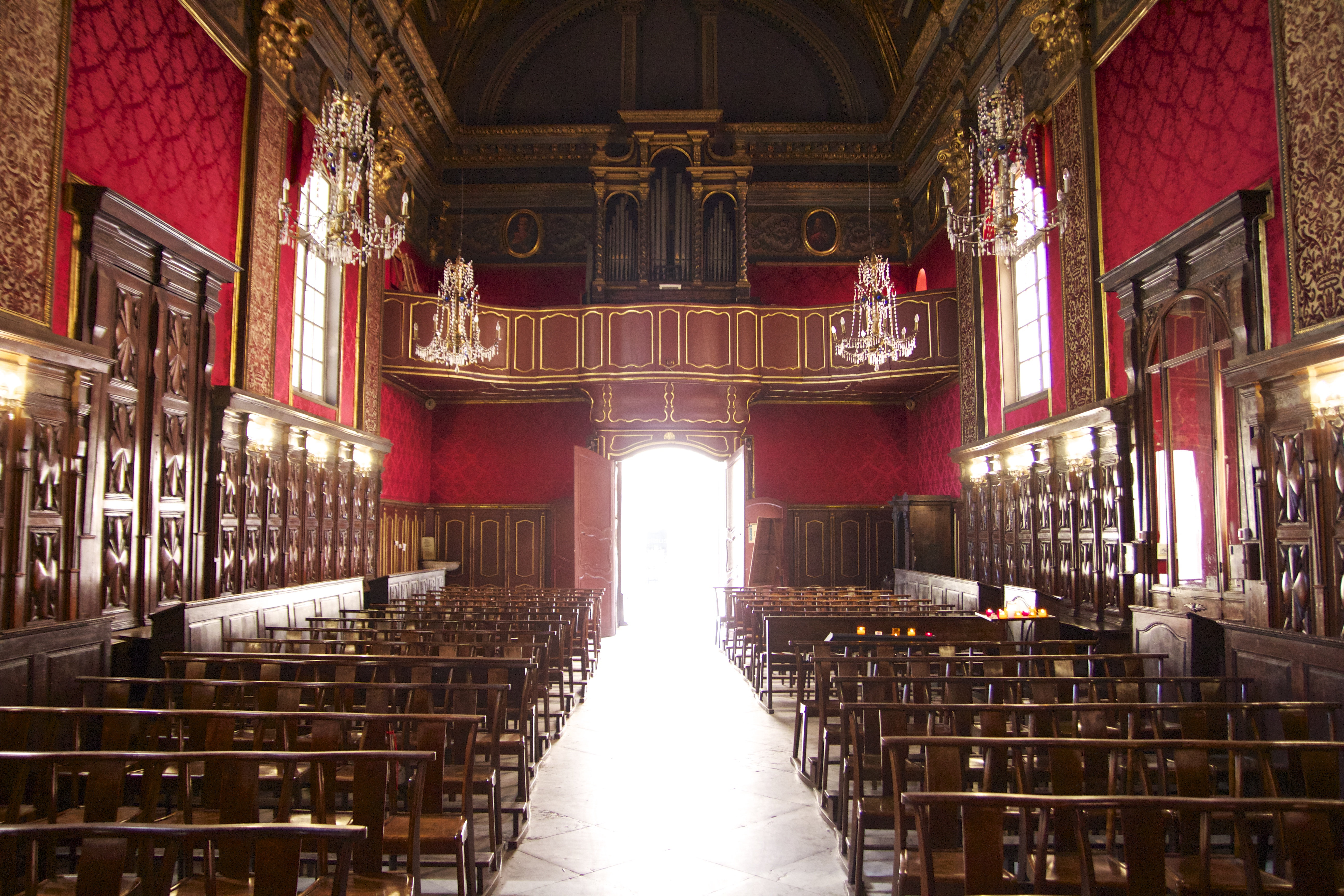
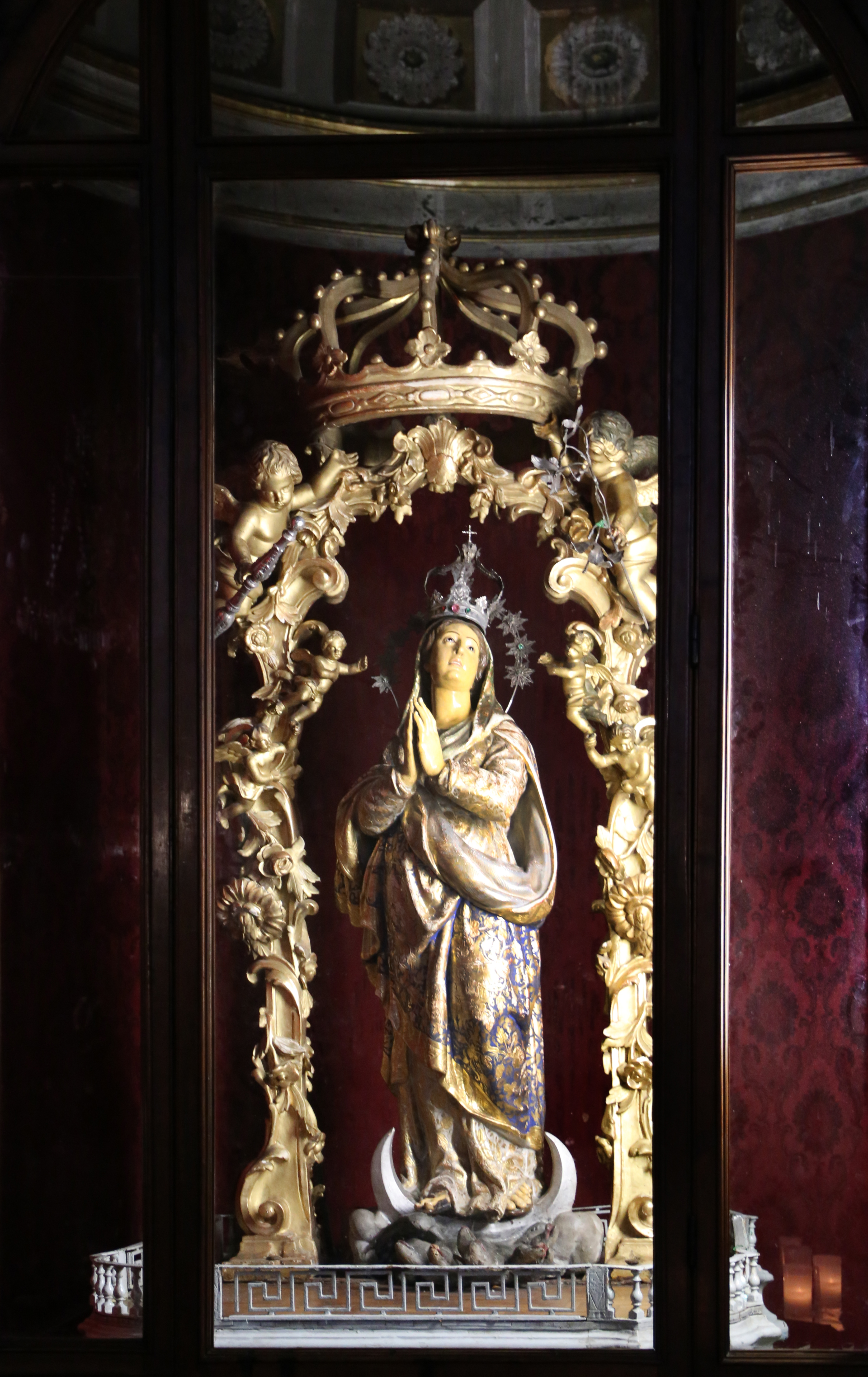
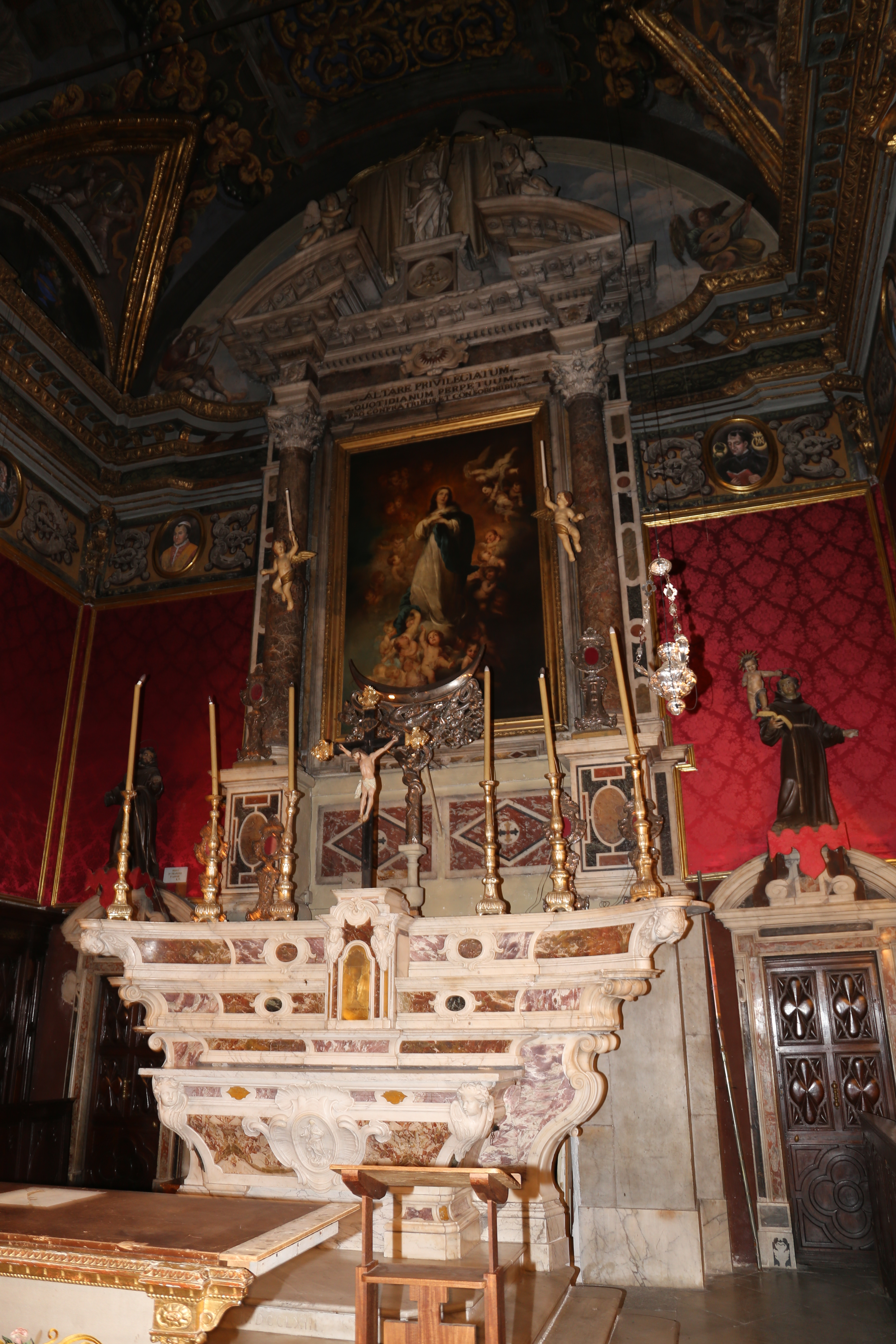
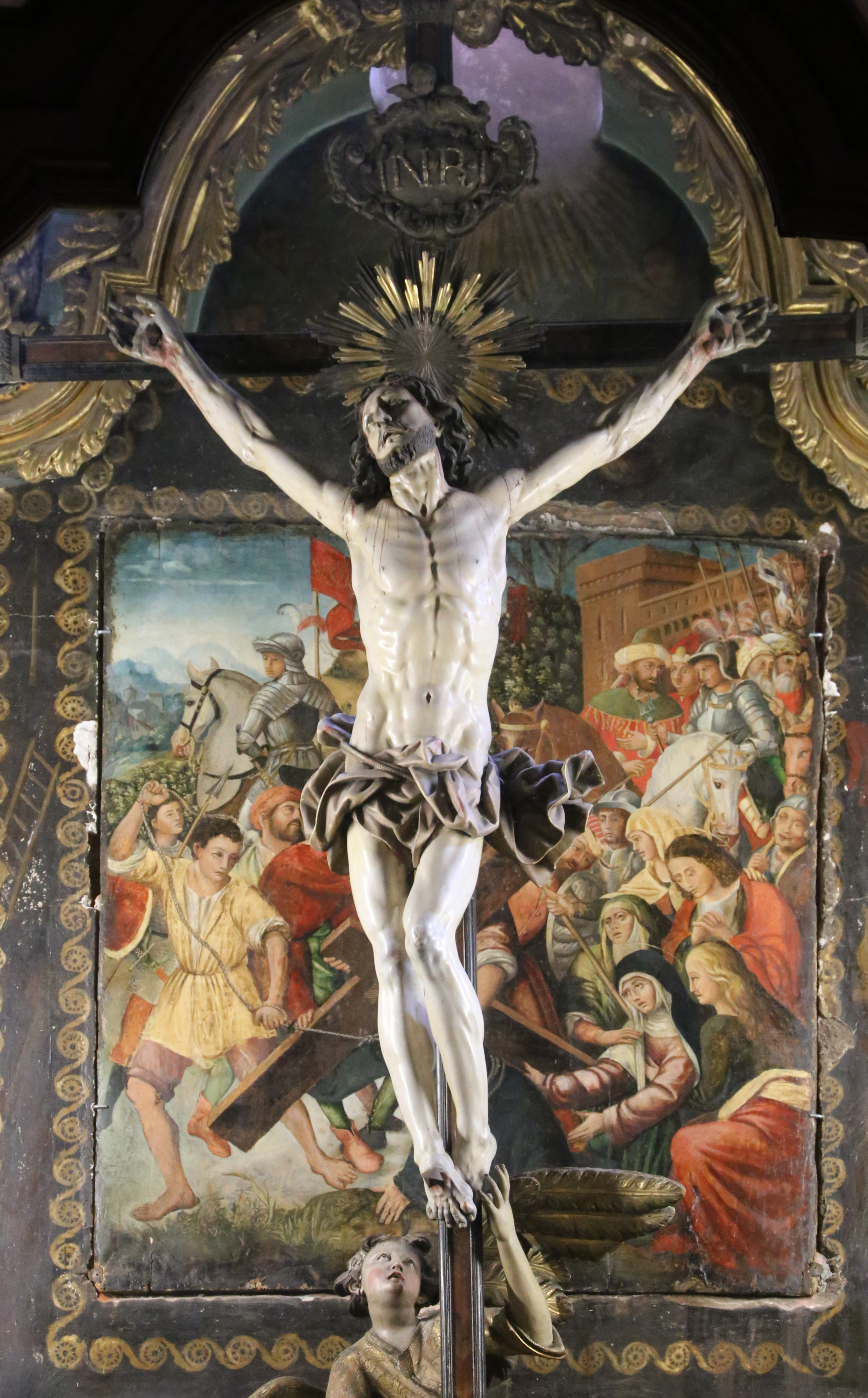
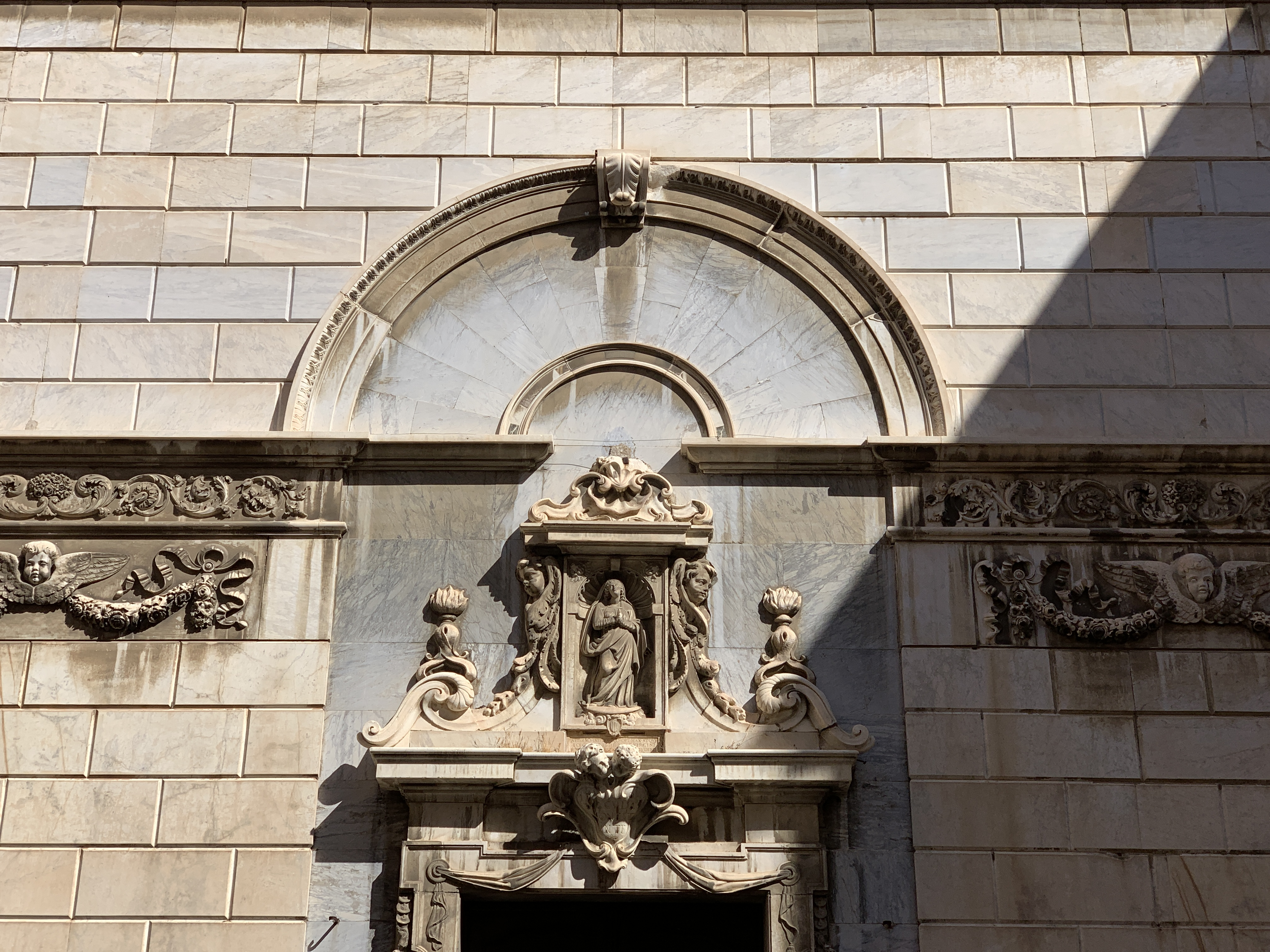
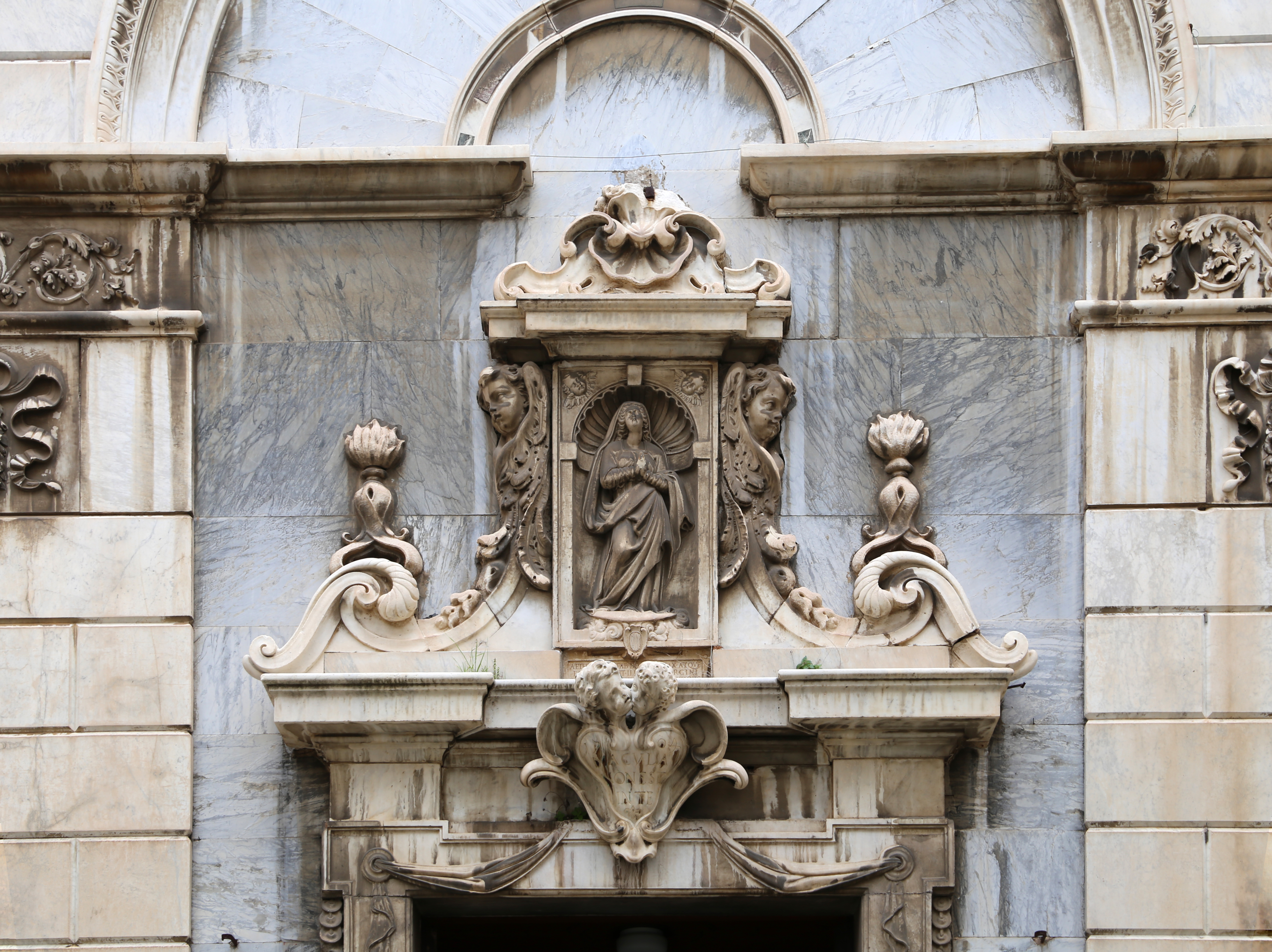